# Список захороненных в Петропавловском соборе

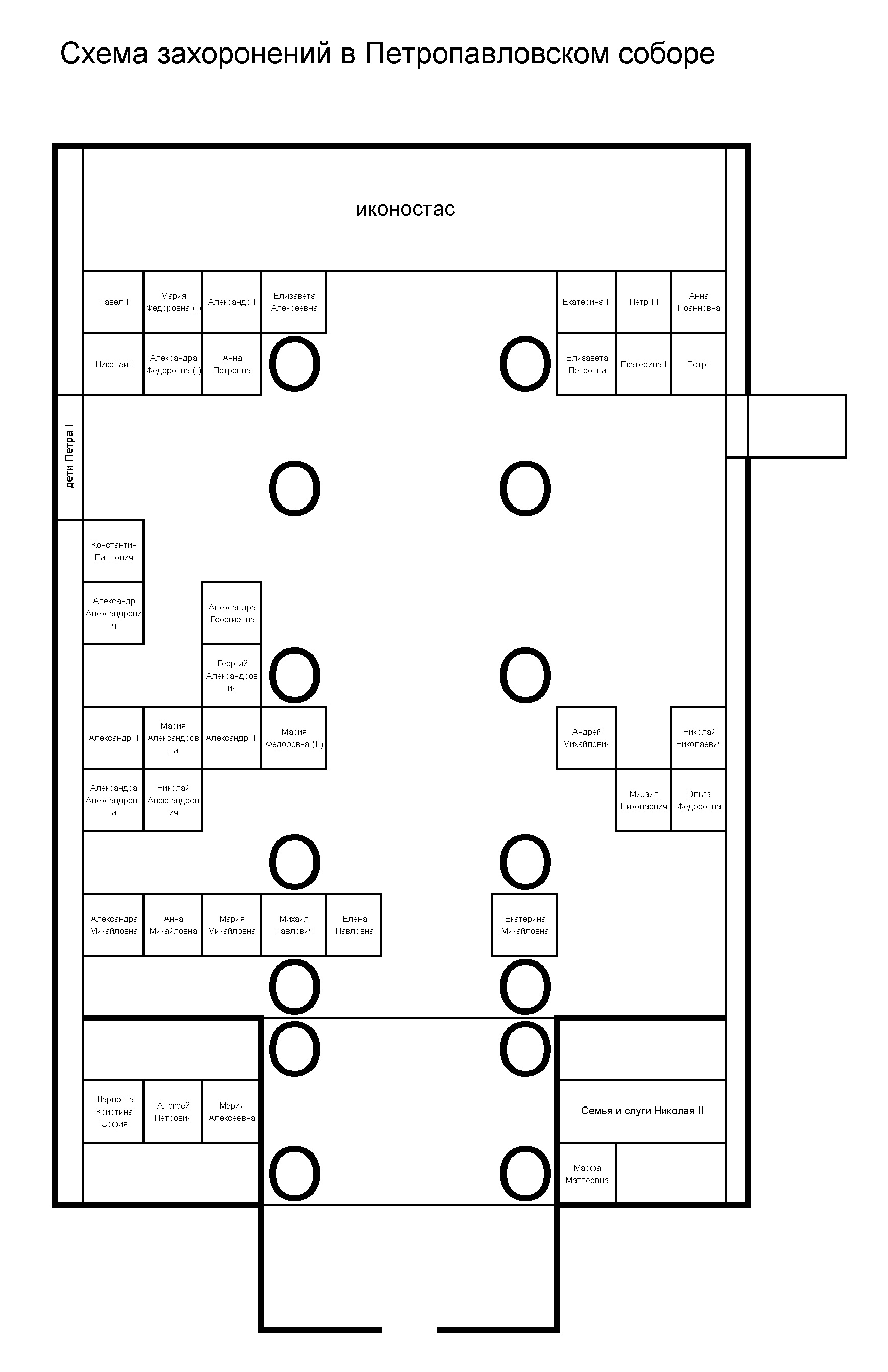
Схема захоронений

Список захороненных в Петропавловском соборе (не включая Великокняжескую усыпальницу; см. в статье о ней список захоронений).

## Характеристика
Во времена Петра I место погребения лиц, принадлежавших к царской фамилии, не было окончательно определено. Царских родственников хоронили в Благовещенской усыпальнице. В недостроенном Петропавловском соборе в 1715 году похоронили двухлетнюю дочь Петра I и Екатерины Наталью, а под колокольней — супругу царевича Алексея Петровича принцессу Шарлотту Христину Софию Брауншвейг-Вольфенбюттельскую (1694—1715). Там же в 1718 году предали земле останки самого царевича. В 1716 году у входа в собор похоронена Марфа Матвеевна, вдова царя Фёдора Алексеевича.
После смерти Петра I гроб с его телом был помещён во временной часовне внутри строившегося собора. Погребение состоялось лишь 29 мая 1731 года. В дальнейшем в усыпальнице были похоронены все императоры и императрицы до Александра III включительно, за исключением умершего в Москве и похороненного в Архангельском соборе Петра II и убитого в Шлиссельбурге в 1764 Ивана VI, место захоронения последнего не известно до сих пор.
В 1831 году император Николай I повелел похоронить в соборе своего брата Константина Павловича. С этого времени в соборе стали погребать близких родственников императоров. После постройки в 1908 году рядом с собором Великокняжеской усыпальницы некоторые из этих захоронений были перенесены туда.
В 1865 году все надгробия были заменены однотипными беломраморными саркофагами с бронзовыми позолоченными крестами (архитекторы А. А. Пуаро, А. Л. Гун). Императорские саркофаги украшены двуглавыми орлами. Два саркофага изготовлены на Петергофской гранильной фабрике. В 1887—1906 году по заказу Александра III были изготовлены саркофаги для родителей императора: саркофаг Александра II из зелёной яшмы и саркофаг императрицы Марии Александровны из розового орлеца.
17 июля 1998 года в Екатерининском приделе, в юго-западной части собора, преданы земле останки, по заключению Государственной комиссии принадлежащие императору Николаю II, императрице Александре Фёдоровне, великим княжнам Татьяне, Ольге и Анастасии, убитых в Екатеринбурге в 1918 году, а также 4 членов их свиты. Мария Николаевна и Алексей Николаевич остаются непогребенными.
28 сентября 2006 года в храме перезахоронили мать Николая II, императрицу Марию Фёдоровну, которая скончалась в Дании в 1928 году.

## Алфавитный список
| # А Б В Г Д Е Ё Ж З И К Л М Н О П Р С Т У Ф Х Ц Ч Ш Щ Э Ю Я |

### А
- Александр I Павлович (1777—1825), император
- Александр II Николаевич (1818—1881), император
- Александр III Александрович (1845—1894), император
- Александр Александрович (1869—1870), великий князь, сын Александра III
- Александра Александровна (1842—1849), великая княжна, дочь Александра II
- Александра Георгиевна (1870—1891), великая княгиня, жена великого князя Павла Александровича. Перезахоронена в 1939 в Греции. Единственный в соборе памятник над пустой гробницей
- Александра Михайловна (1831—1832), великая княжна, внучка Павла I
- Александра Фёдоровна (1798—1860), императрица, жена Николая I
- Александра Фёдоровна (1872—1918), императрица, жена Николая II[3]
- Алексей Михайлович (1875—1895), великий князь, внук Николая I
- Алексей Николаевич (1904—1918) — цесаревич великий князь[4]. Кенотаф, останки хранятся в Государственном архиве РФ вместе с останками его сестры Марии Николаевны.
- Алексей Петрович (1690—1718), царевич и великий князь, сын Петра I
- Анастасия Николаевна (1901—1918), великая княжна, дочь Николая II[3]
- Анна Иоанновна (1693—1740), императрица
- Анна Михайловна (1834—1836), великая княжна, внучка Павла I
- Анна Петровна (1708—1728), великая княжна, дочь Петра I, мать Петра III

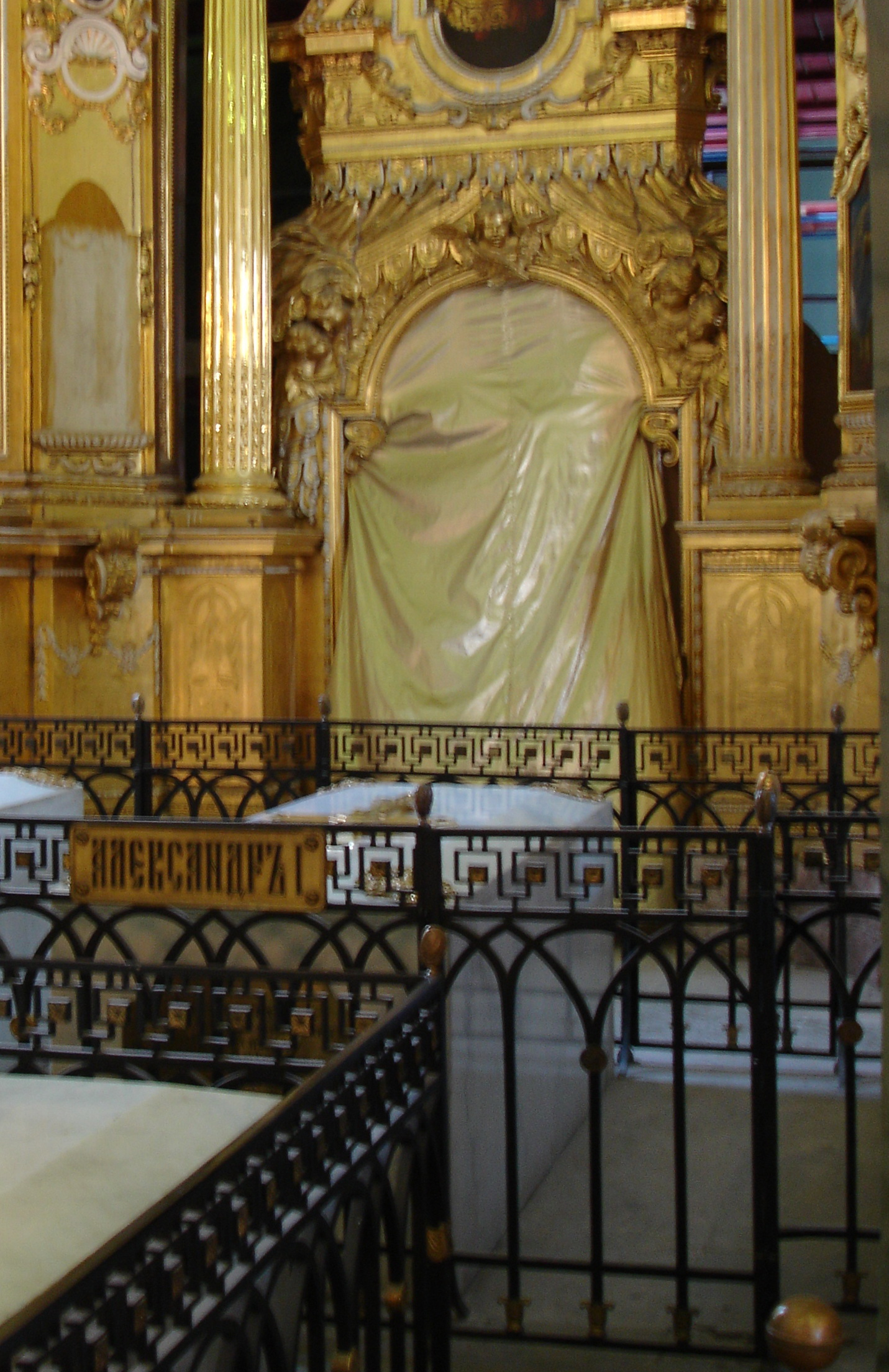
Надгробие Александра I
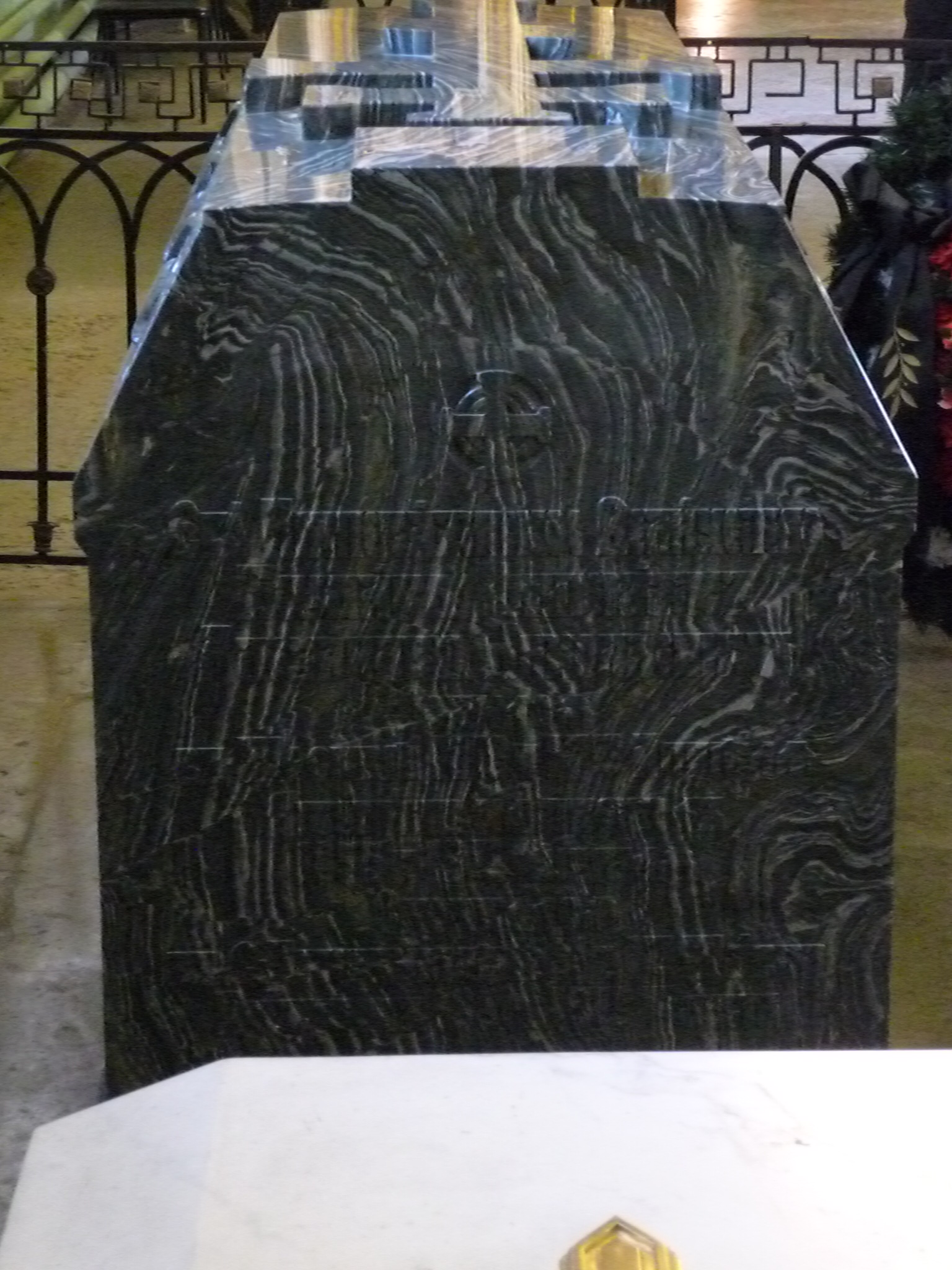
Надгробие Александра II
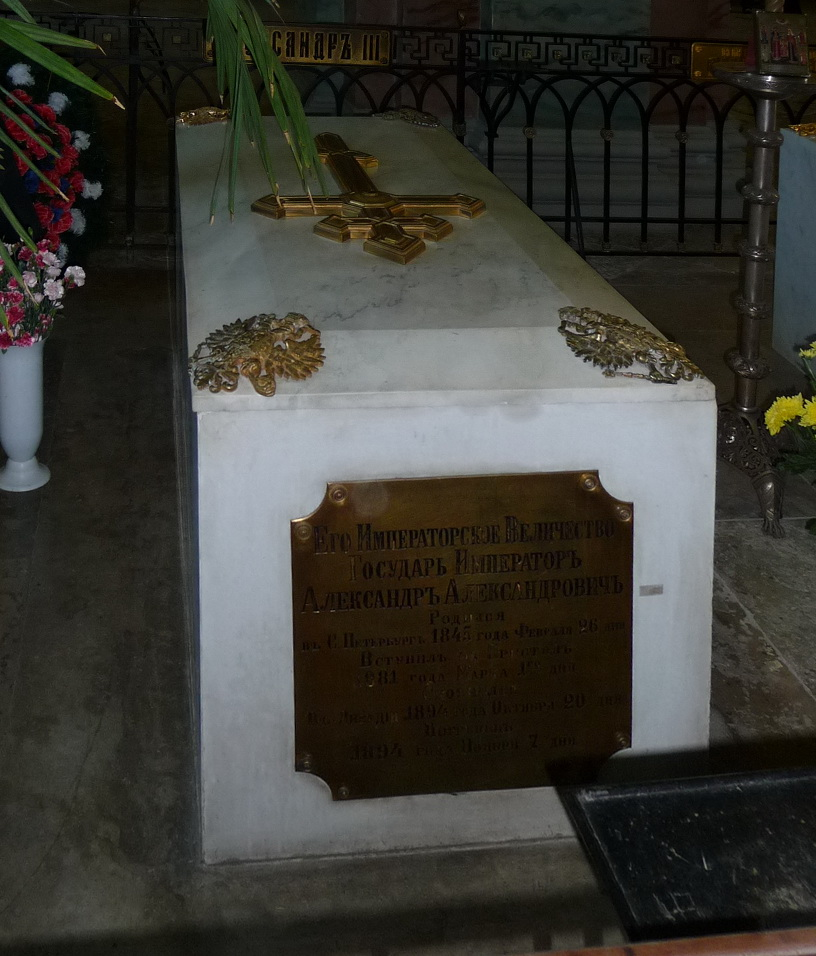
Надгробие Александра III
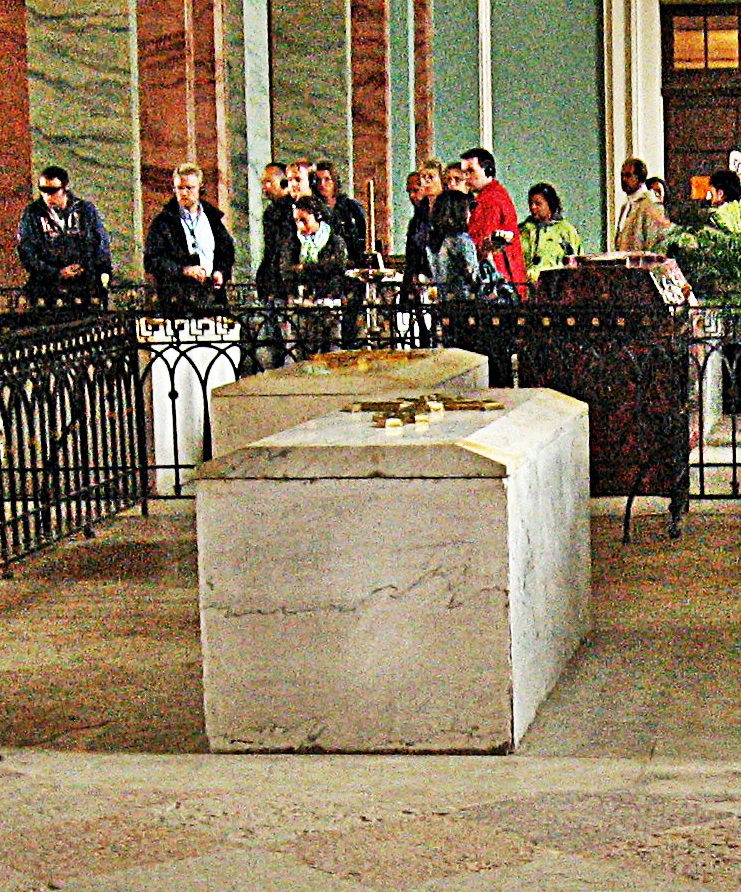
Надгробие Александры Георгиевны
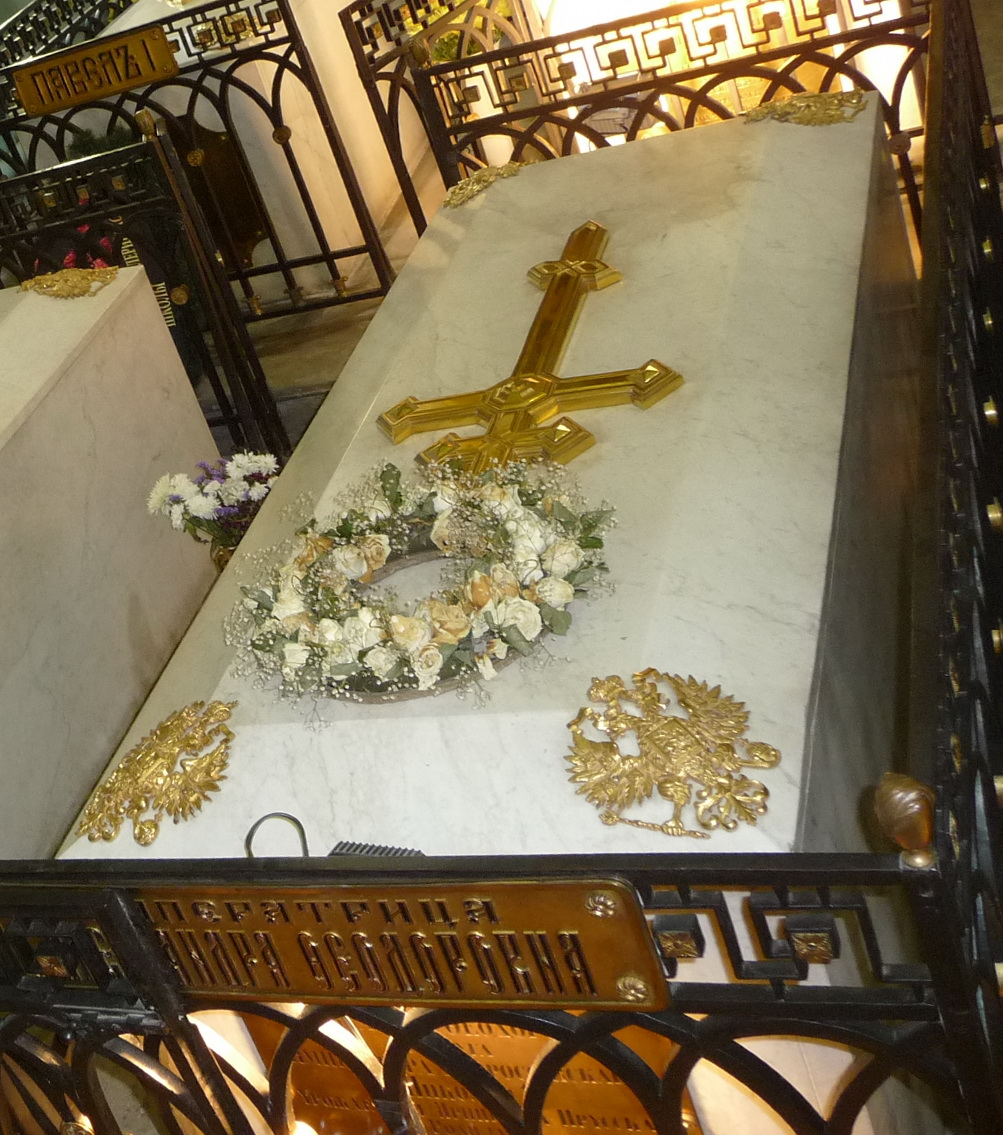
Надгробие Александры Федоровны, жены Николая I
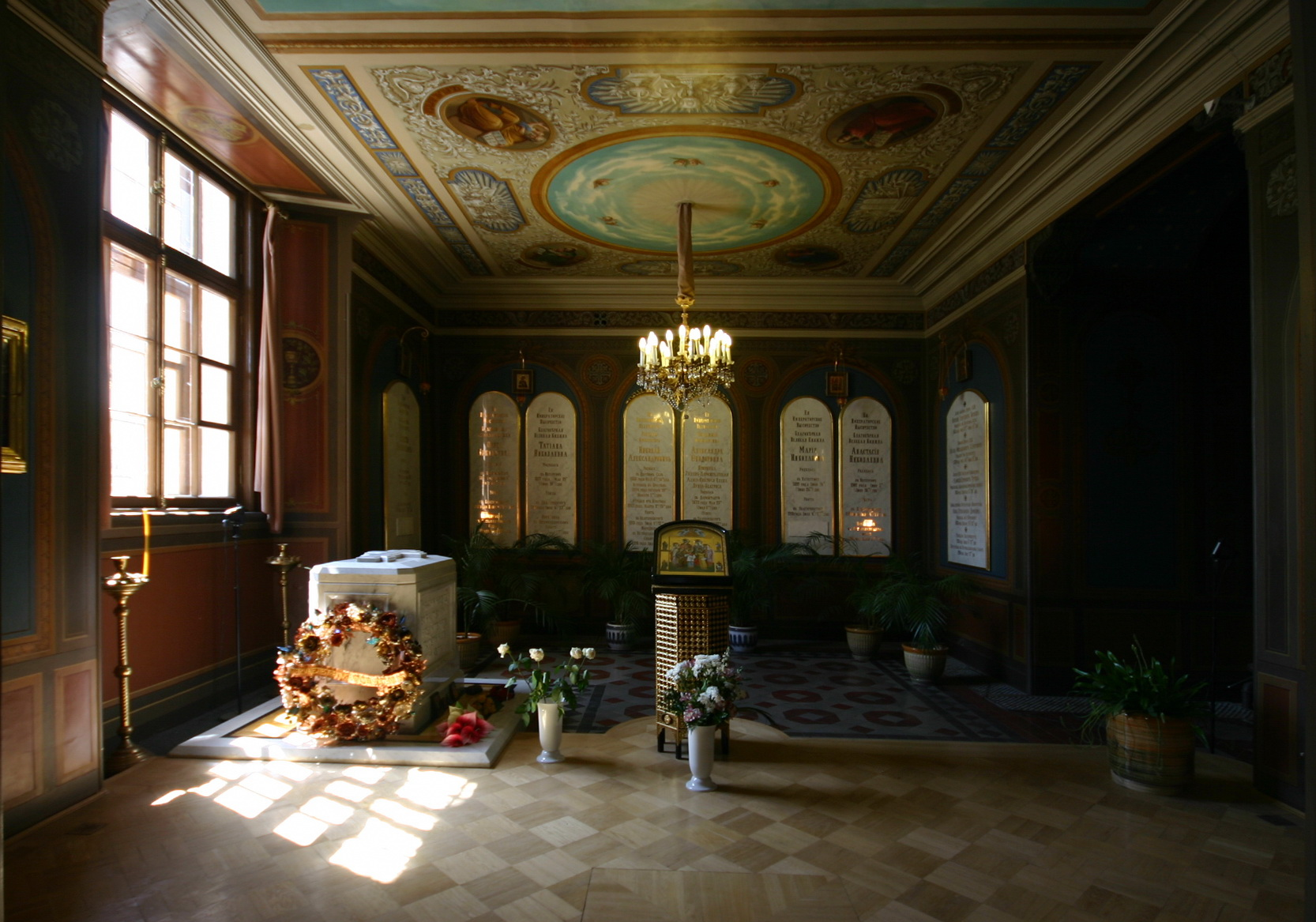
Надгробный мемориал семьи Николая II
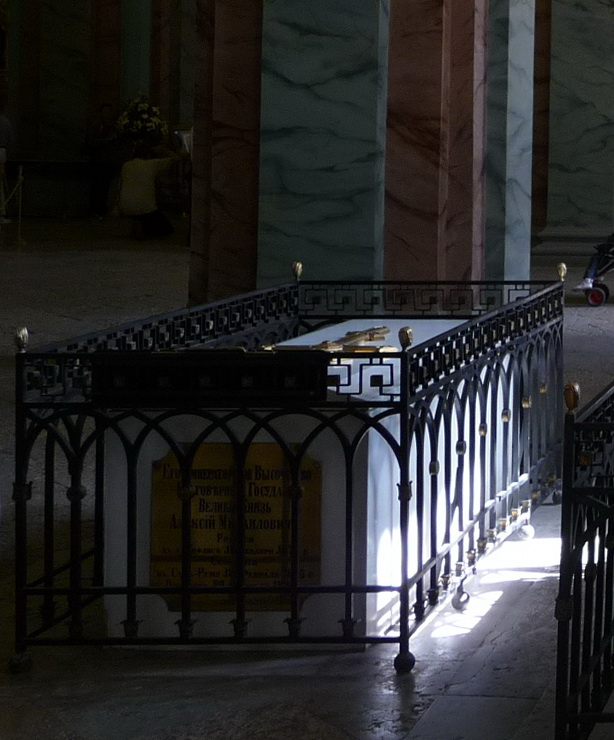
Надгробие вел. кн. Алексея Михайловича
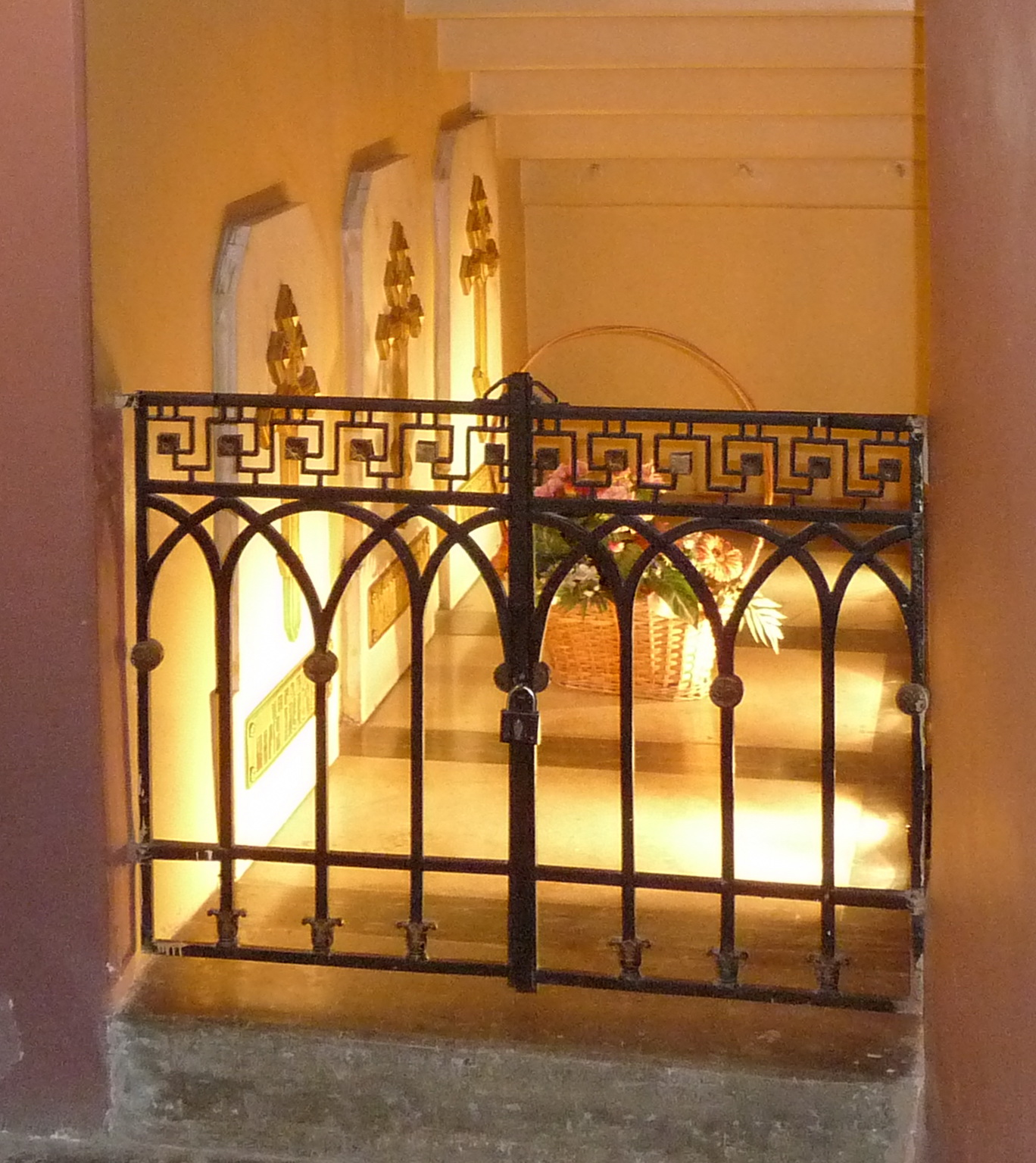
Капелла св. Екатерины с могилами царевича Алексея, его жены и тетки царевны Марии Алексеевны
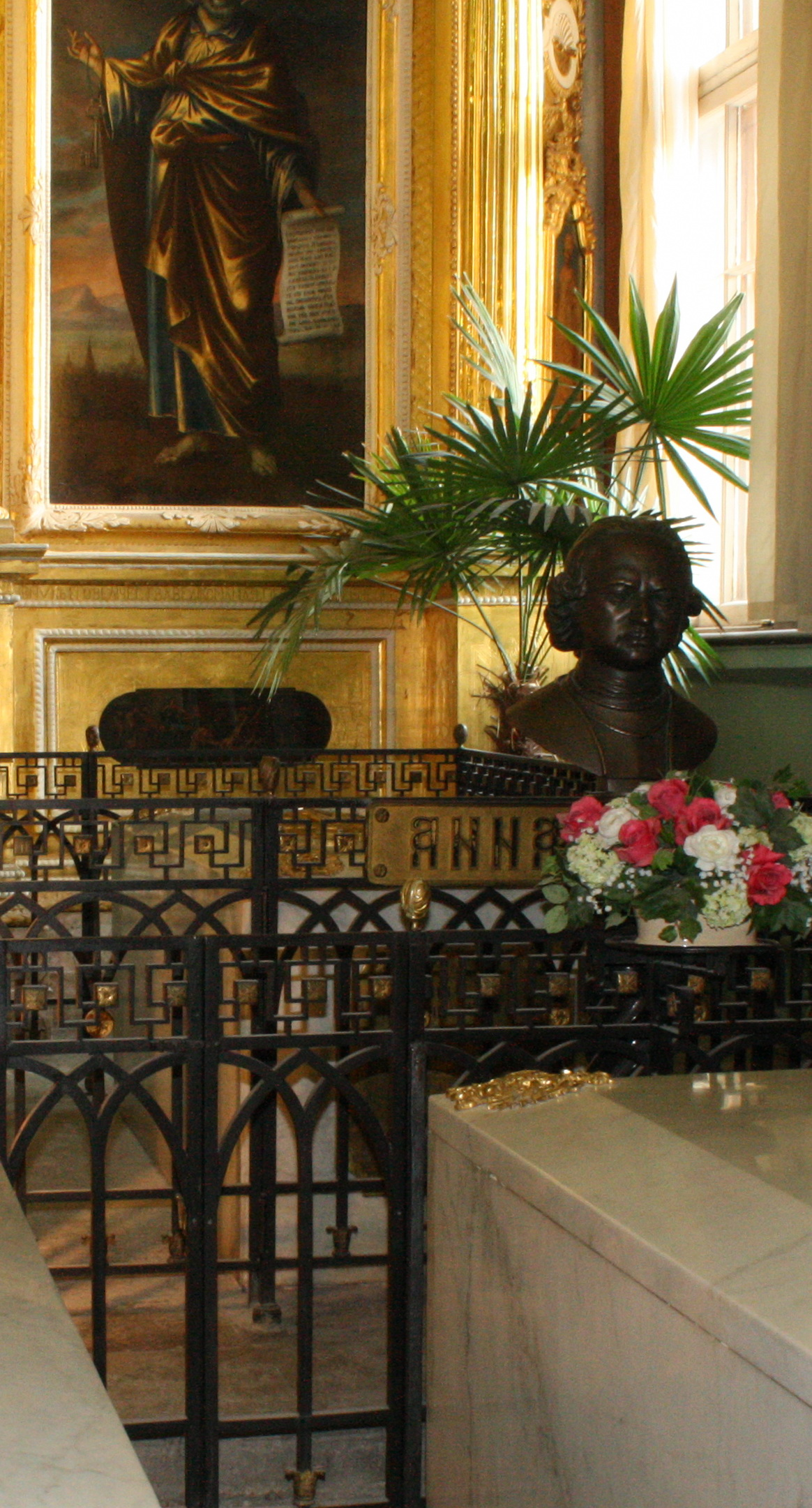
Надгробие Анны Иоанновны
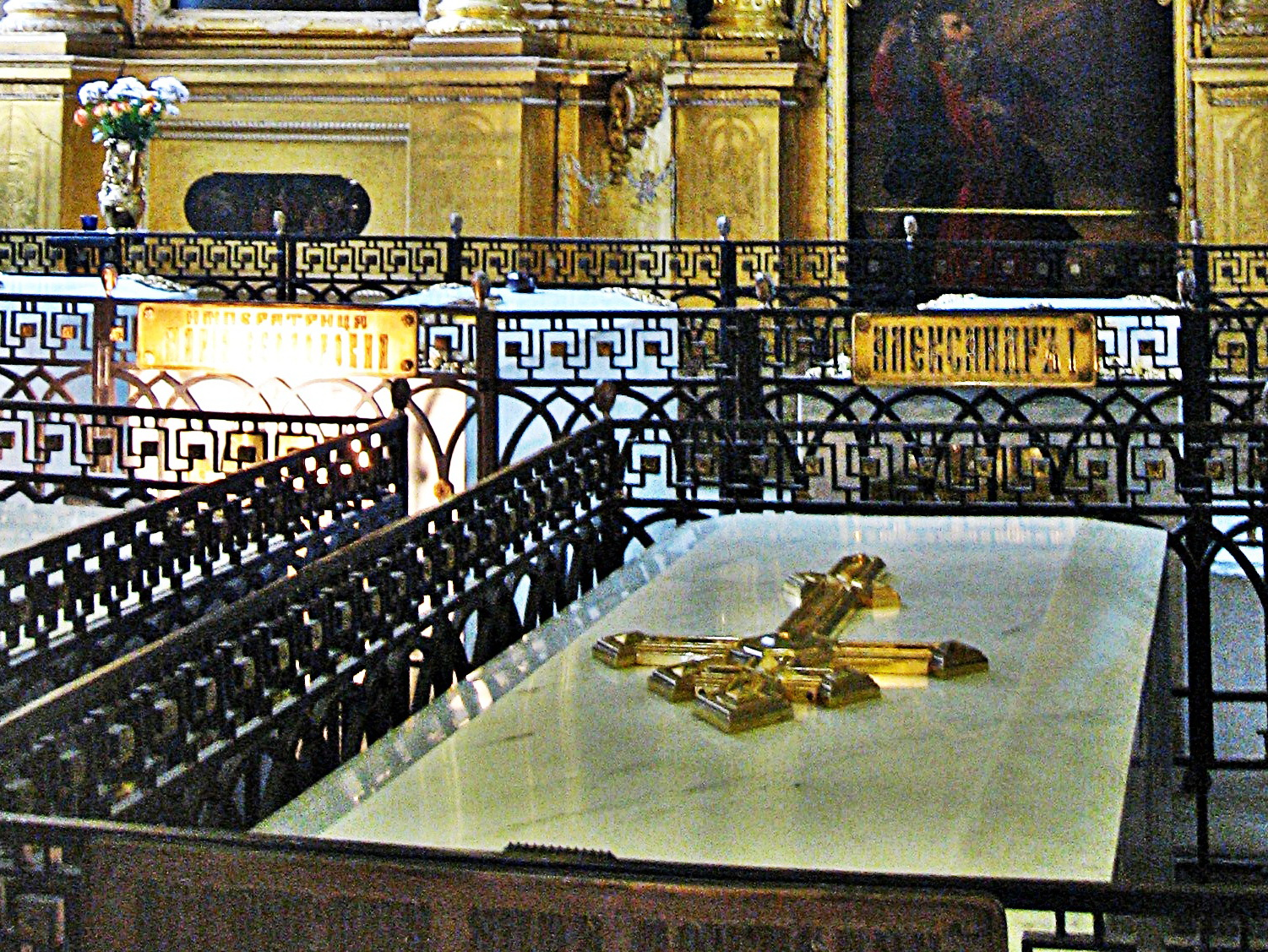
Надгробие Анны Петровны

### Б
- Боткин Е. С. (1865—1918), лейб-медик Николая II и царской семьи[3]

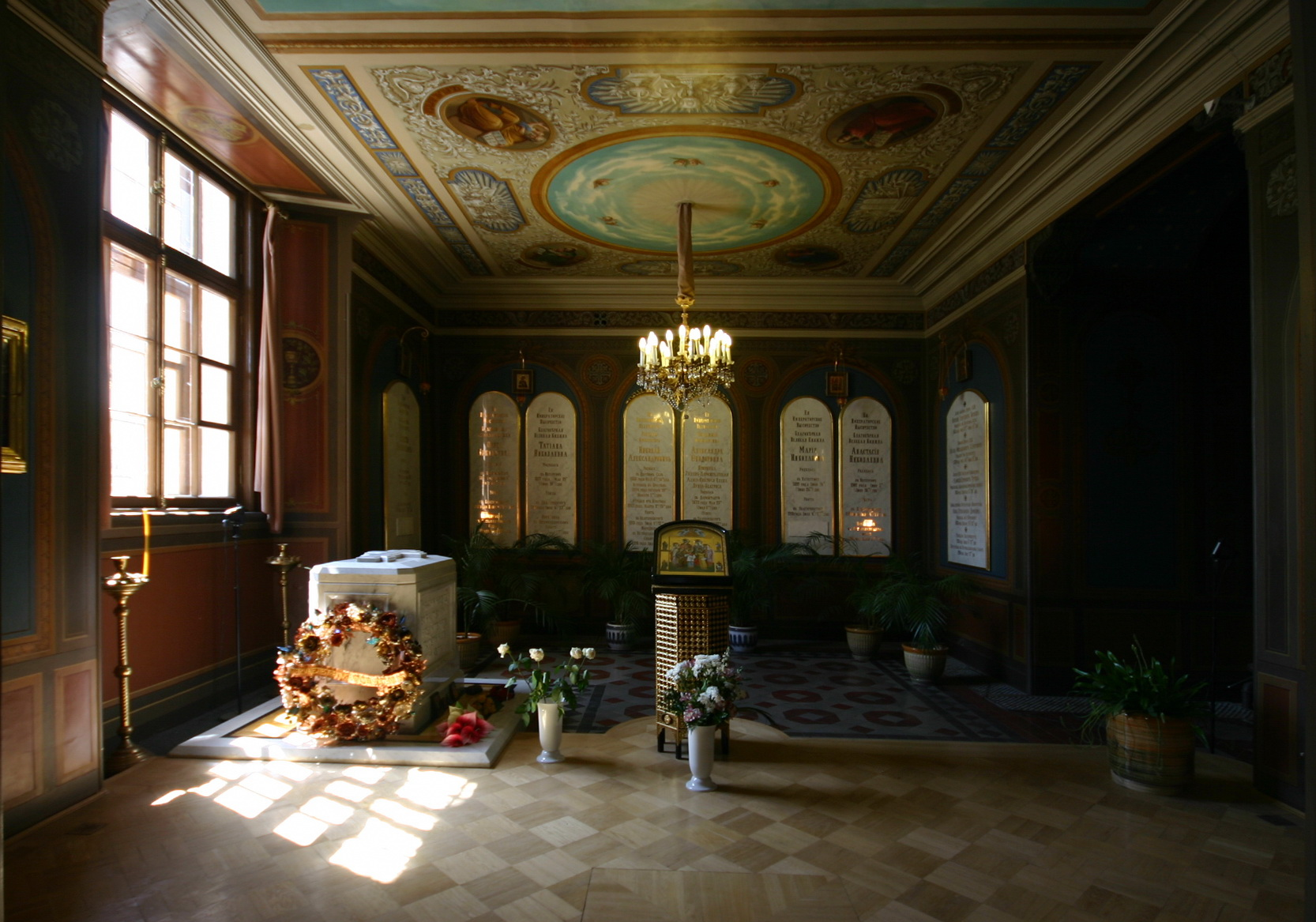
Надгробный мемориал семьи Николая II

### Г
- Георгий Александрович (1871—1899), великий князь, сын Александра III.

### Д
- Демидова А. С. (1878—1918), горничная («комнатная девушка») Николая II и царской семьи[3]

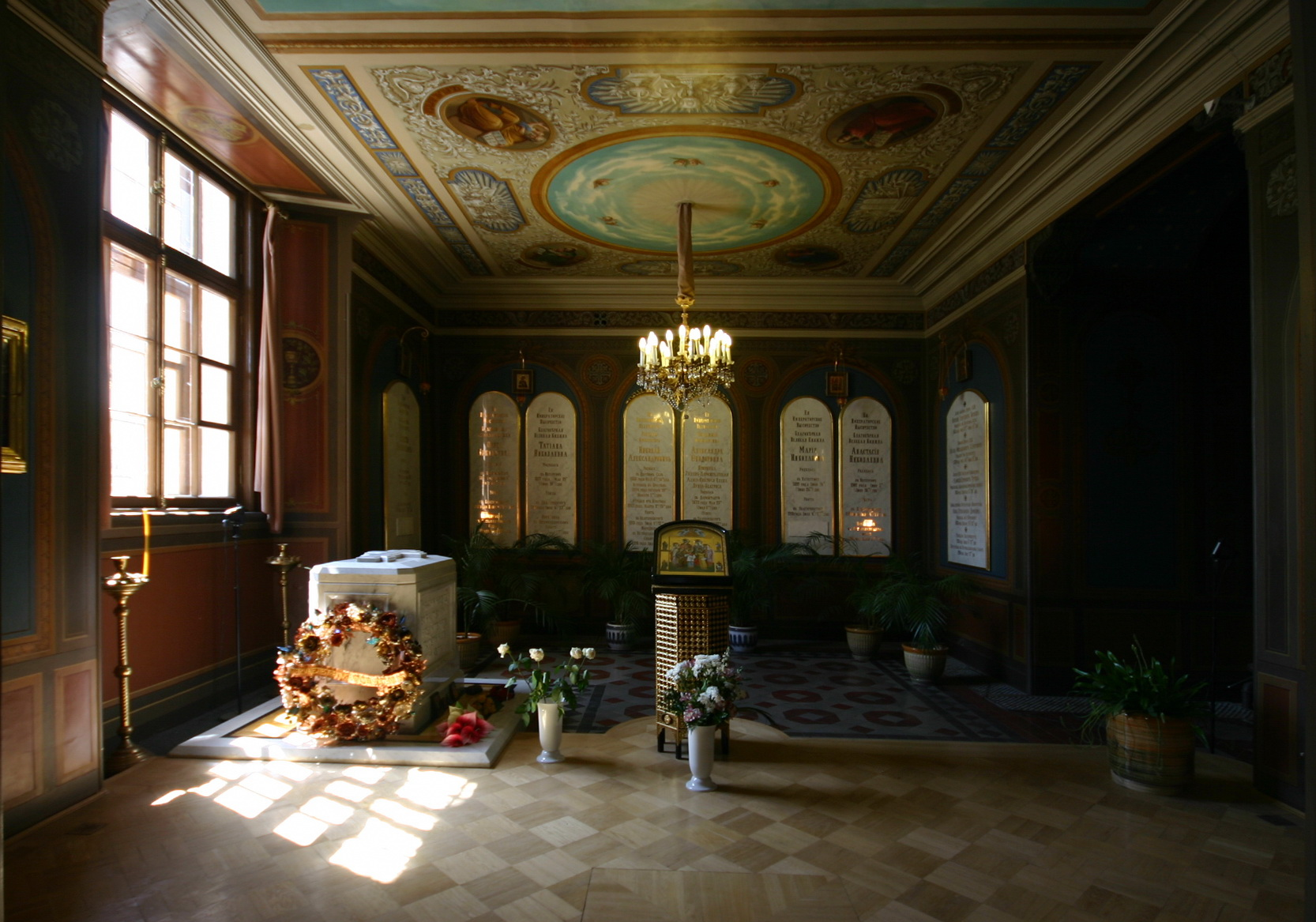
Надгробный мемориал семьи Николая II

### Е
- Екатерина I Алексеевна (1684—1727), императрица
- Екатерина II Алексеевна (1729—1796), императрица
- Екатерина Михайловна (1827—1894), великая княжна, внучка Павла I
- Екатерина Петровна (1706—1708), великая княжна, дочь Петра I
- Елена Павловна (1806—1873), великая княгиня, жена великого князя Михаила Павловича
- Елизавета Петровна (1709—1761), императрица
- Елизавета Алексеевна (1779—1826), императрица, жена Александра I

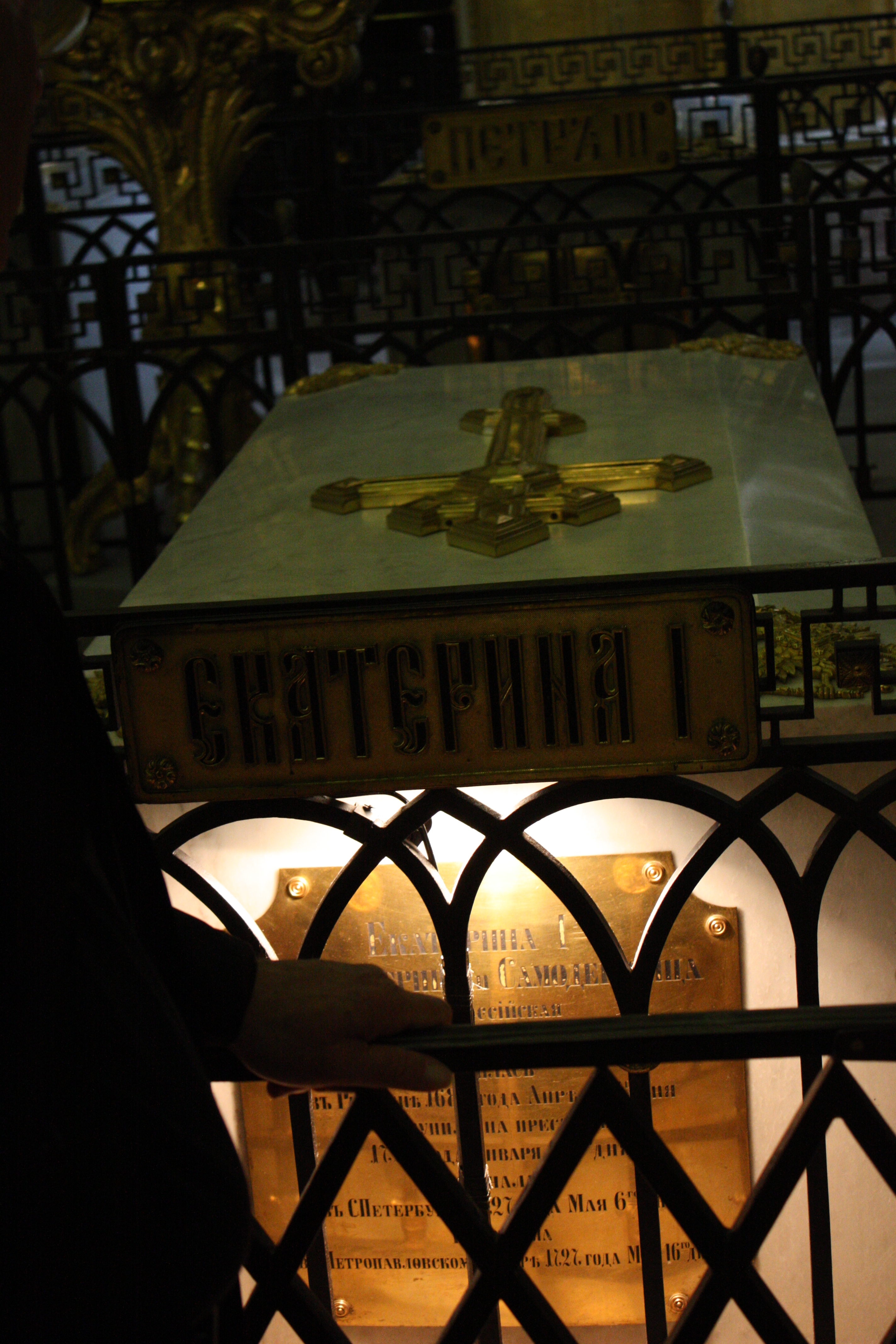
Надгробие Екатерины I
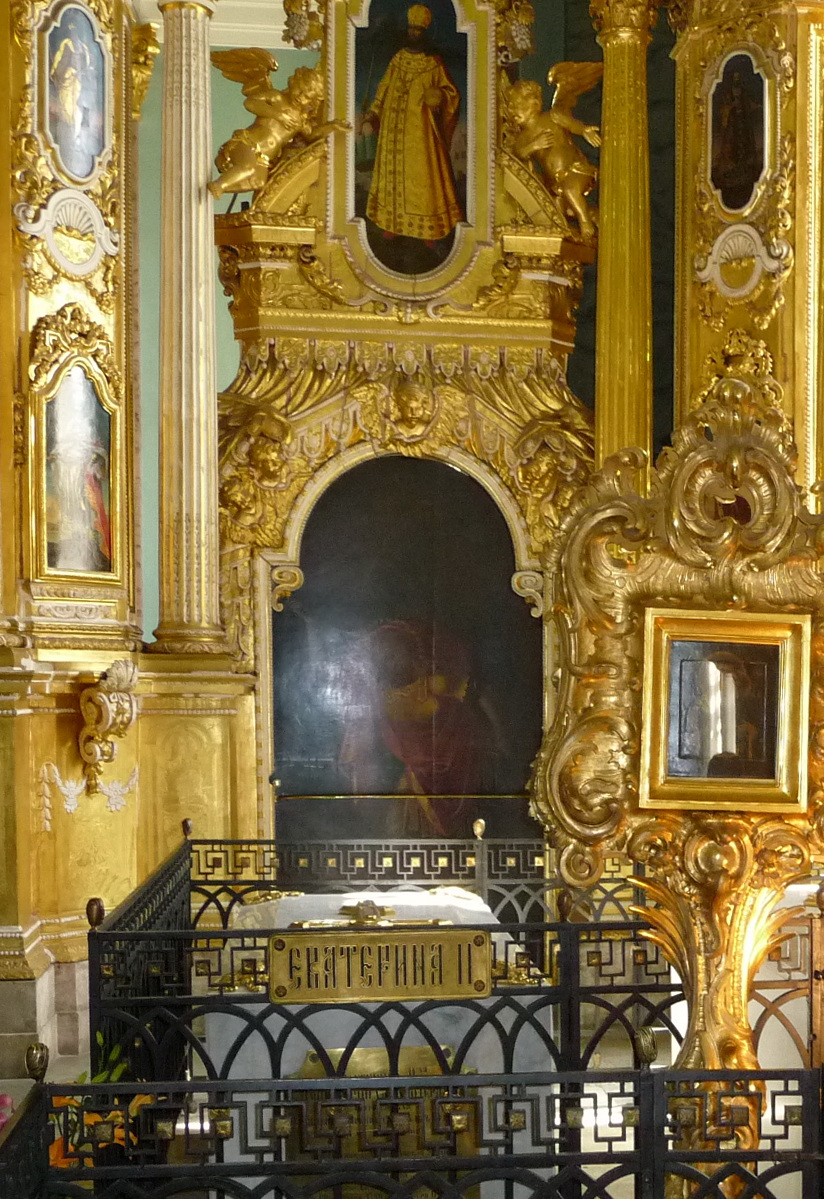
Надгробие Екатерины II
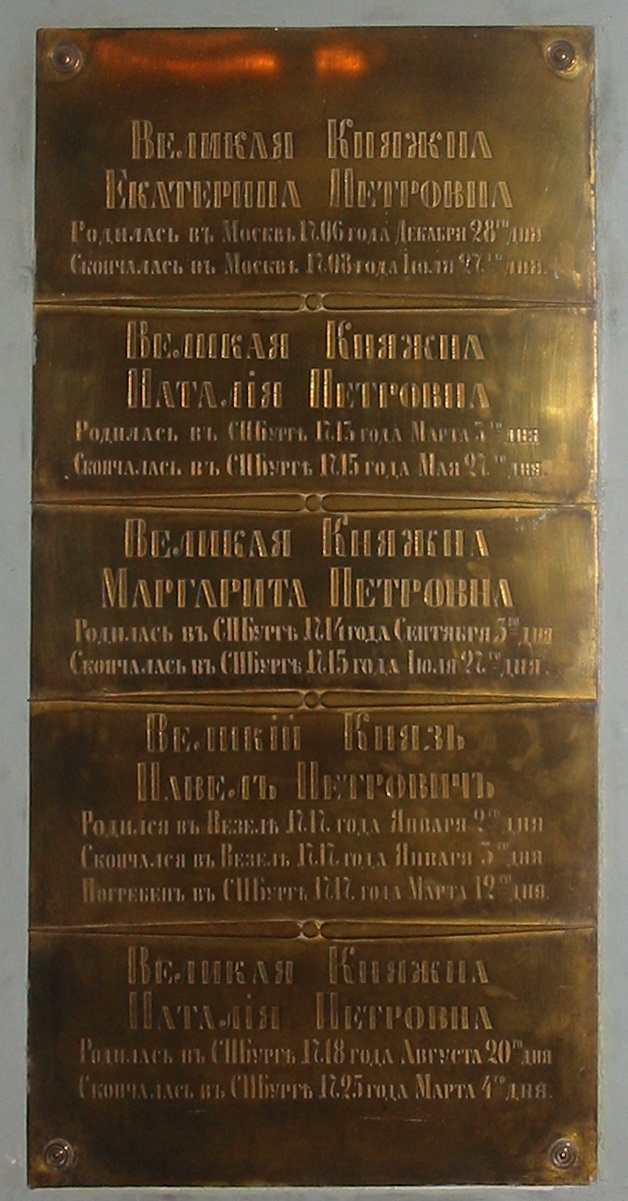
Надгробие детей Петра I, умерших в детстве
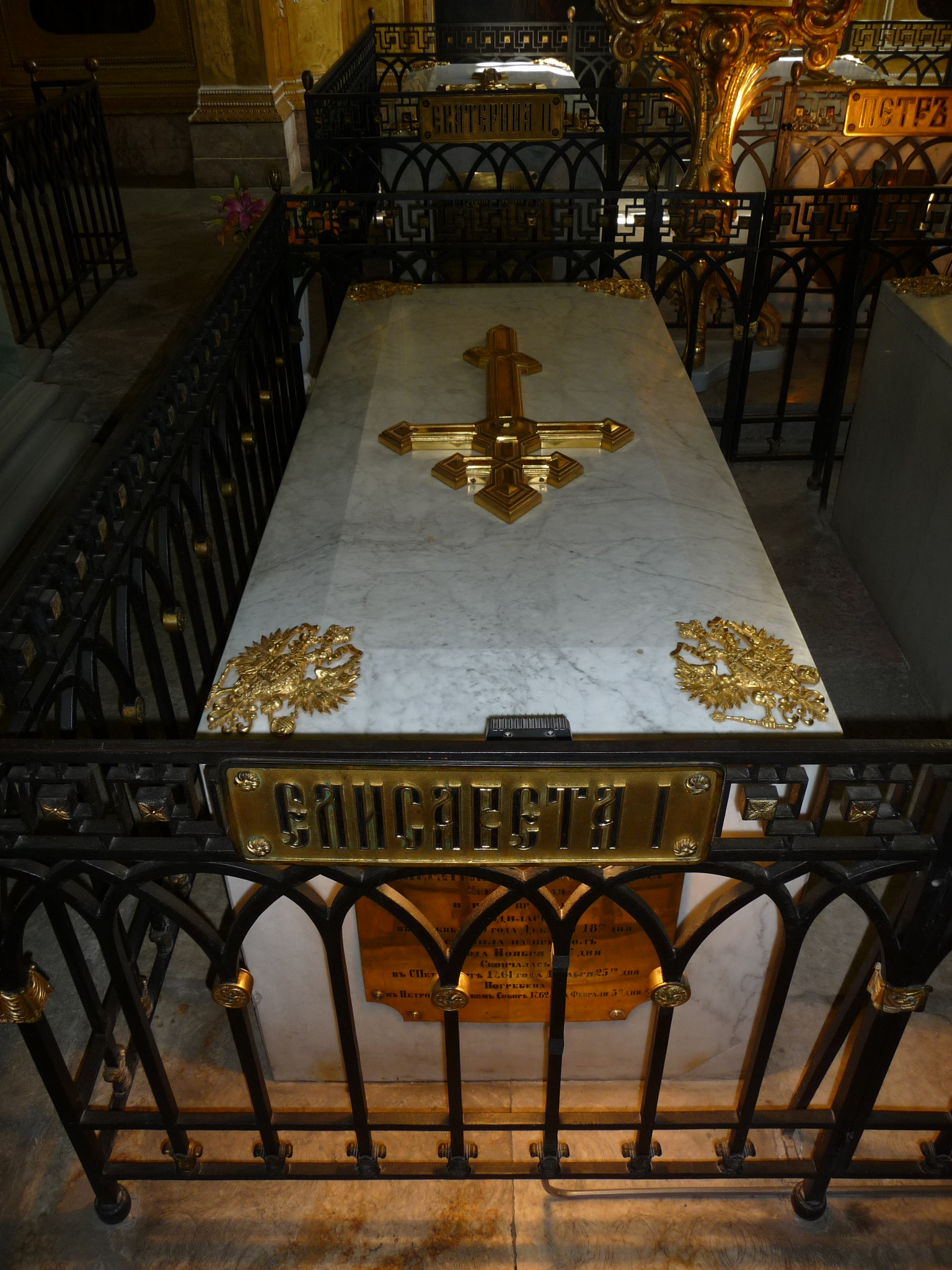
Надгробие императрицы Елизаветы Петровны
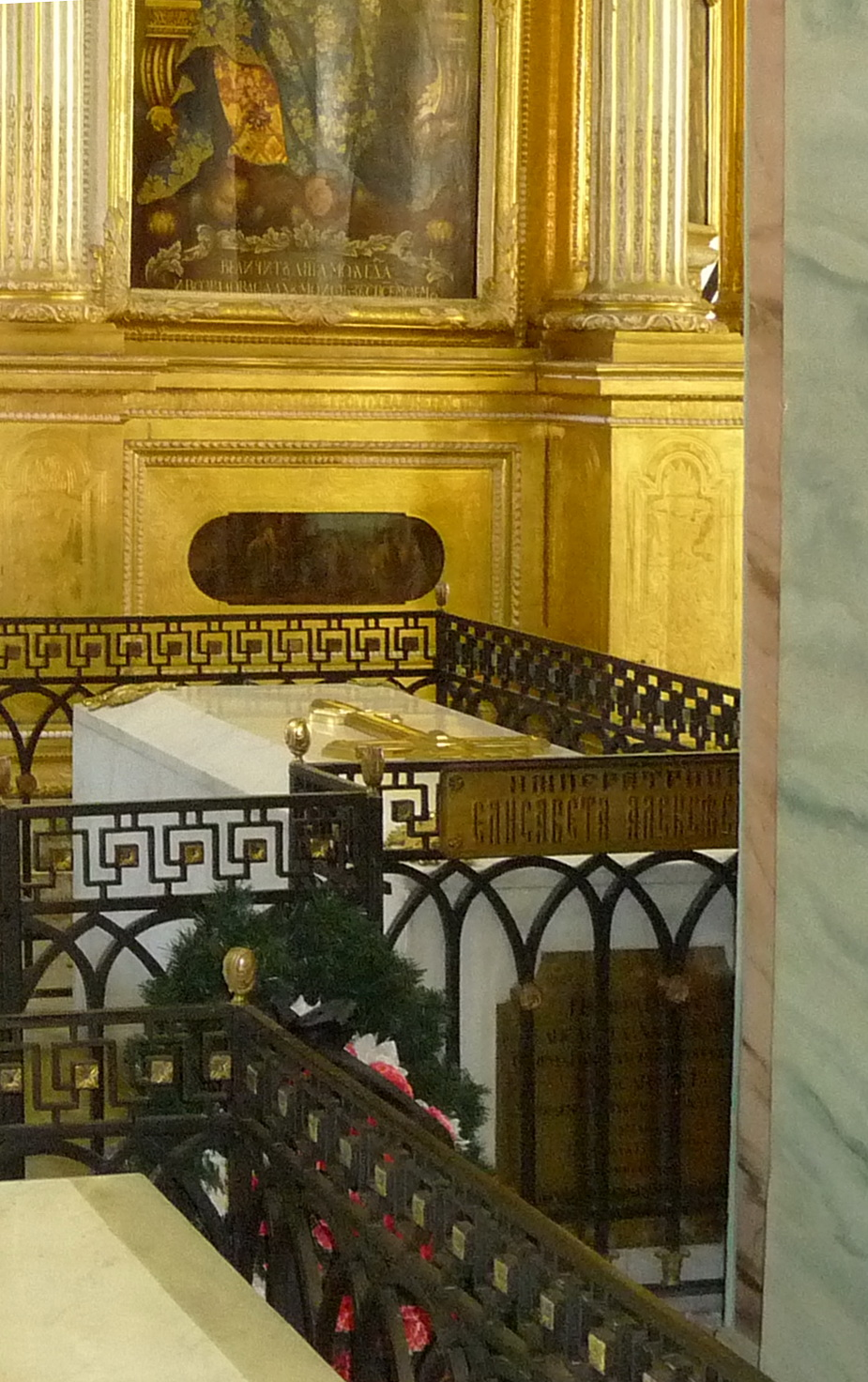
Надгробие императрицы Елизаветы Алексеевны

### К
- Константин Павлович (1779—1831), великий князь

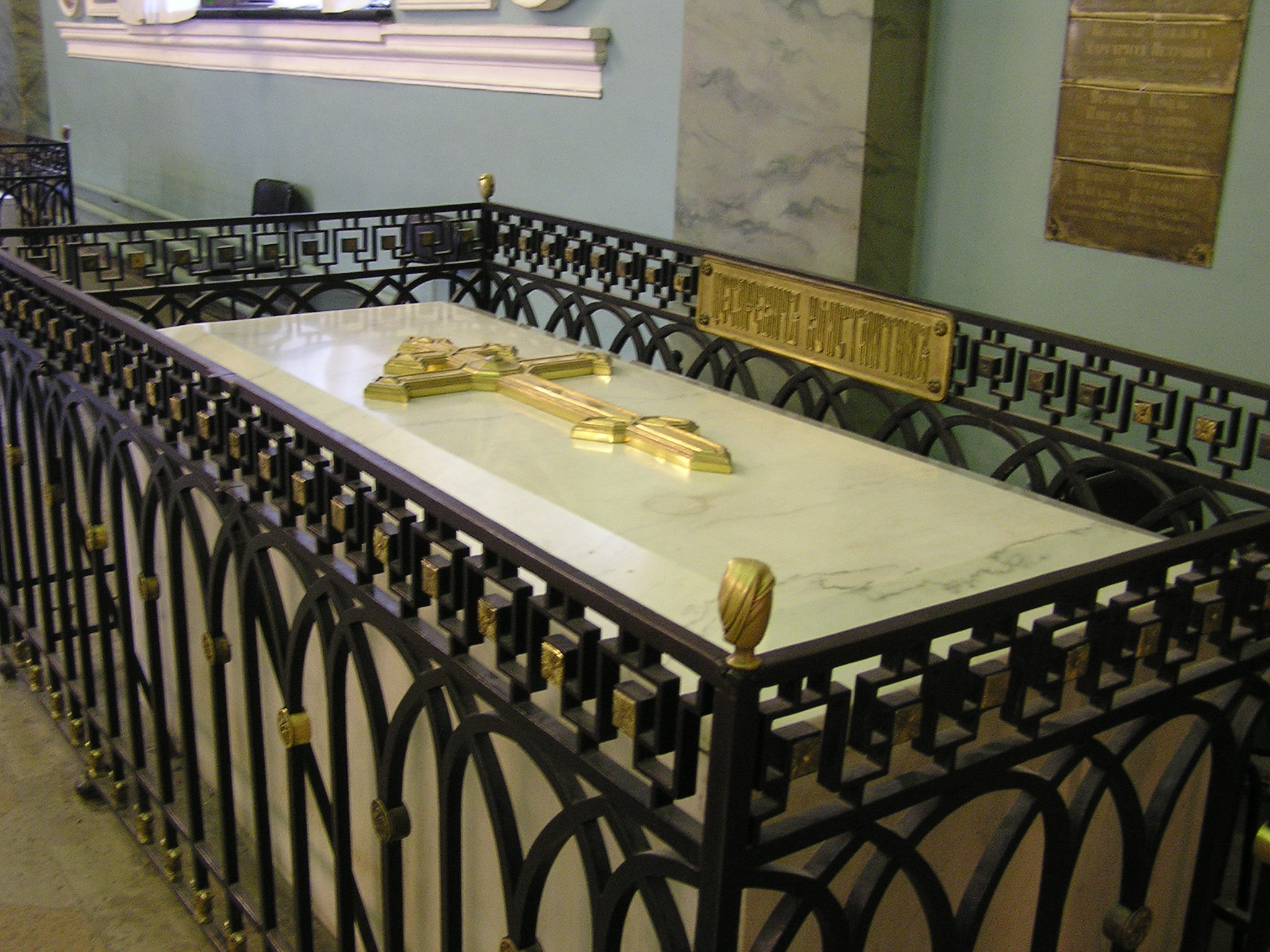
Надгробие Константина Павловича

### М
- Маргарита Петровна (1714—1715), великая княжна, дочь Петра I
- Мария Александровна (1824—1880), императрица, жена Александра II
- Мария Алексеевна (1660—1723), царевна, сестра Петра I
- Мария Михайловна (1825—1846), великая княжна, внучка Павла I
- Мария Николаевна (1899—1918), великая княжна[4]. Кенотаф, останки хранятся в Государственном архиве РФ вместе с останками её брата цесаревича Алексея.
- Мария Фёдоровна (1759—1828), императрица, жена Павла I
- Мария Фёдоровна (1847—1928), императрица, жена Александра III[5]
- Марфа Матвеевна (1664—1715), царица, вдова Фёдора Алексеевича
- Михаил Николаевич (1832—1909), великий князь, сын Николая I
- Михаил Павлович (1798—1849), великий князь, сын Павла I

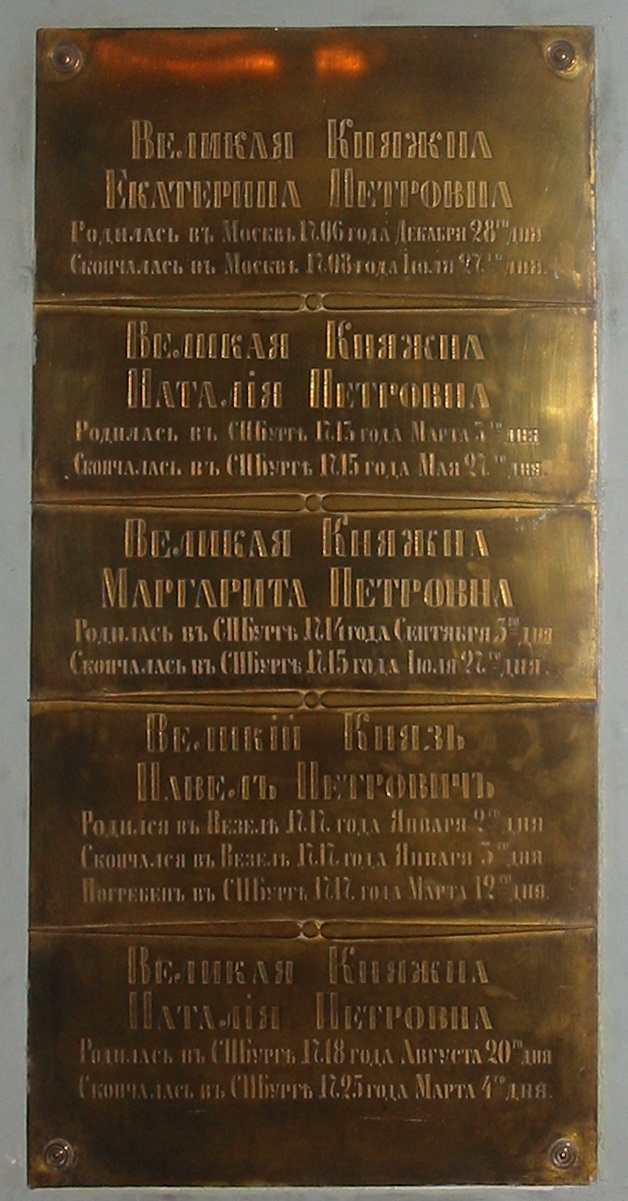
Надгробие детей Петра I, умерших в детстве
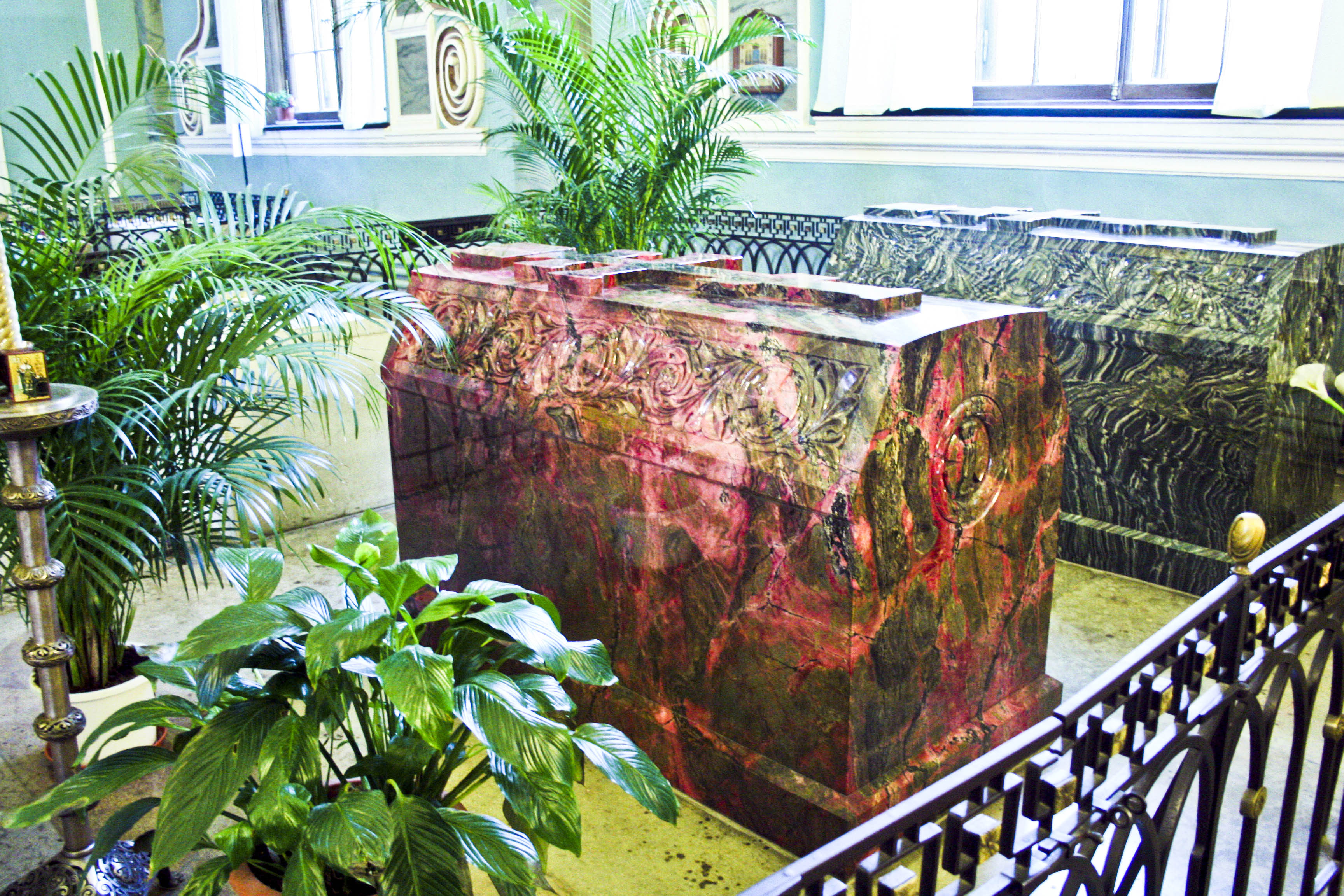
Надгробие императрицы Марии Александровны
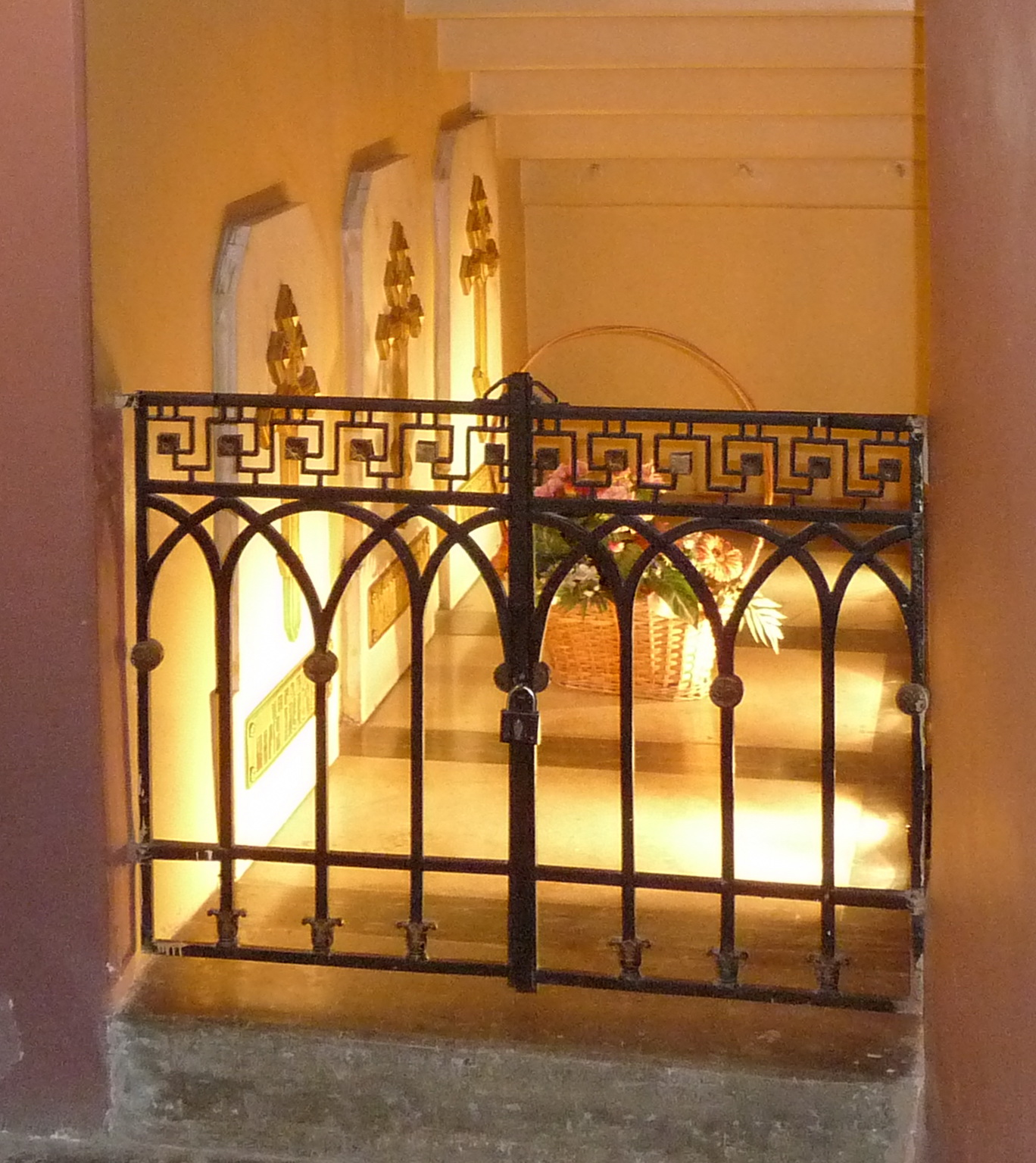
Капелла св. Екатерины с могилами царевича Алексея, его жены и тетки царевны Марии Алексеевны
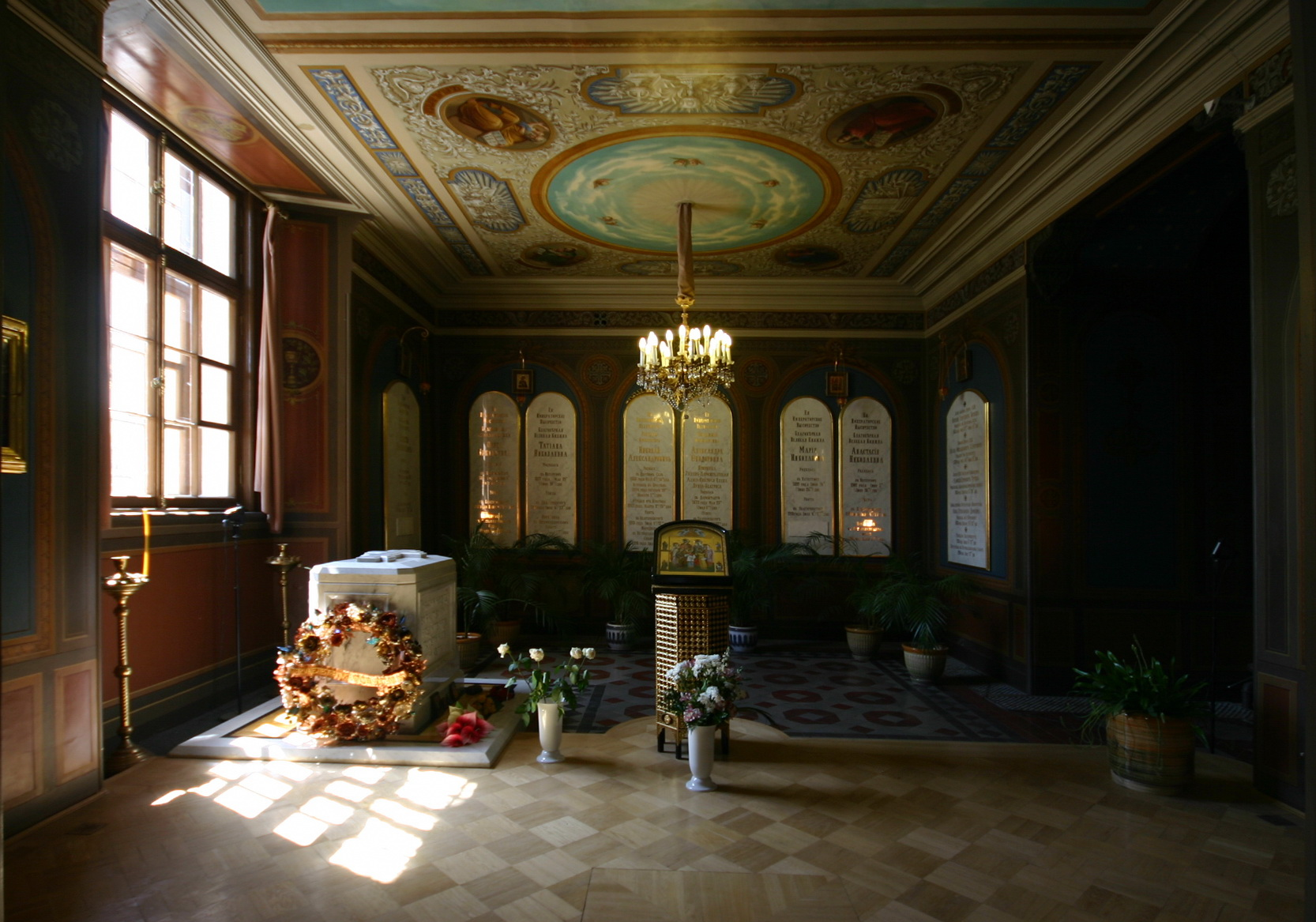
Надгробный мемориал семьи Николая II
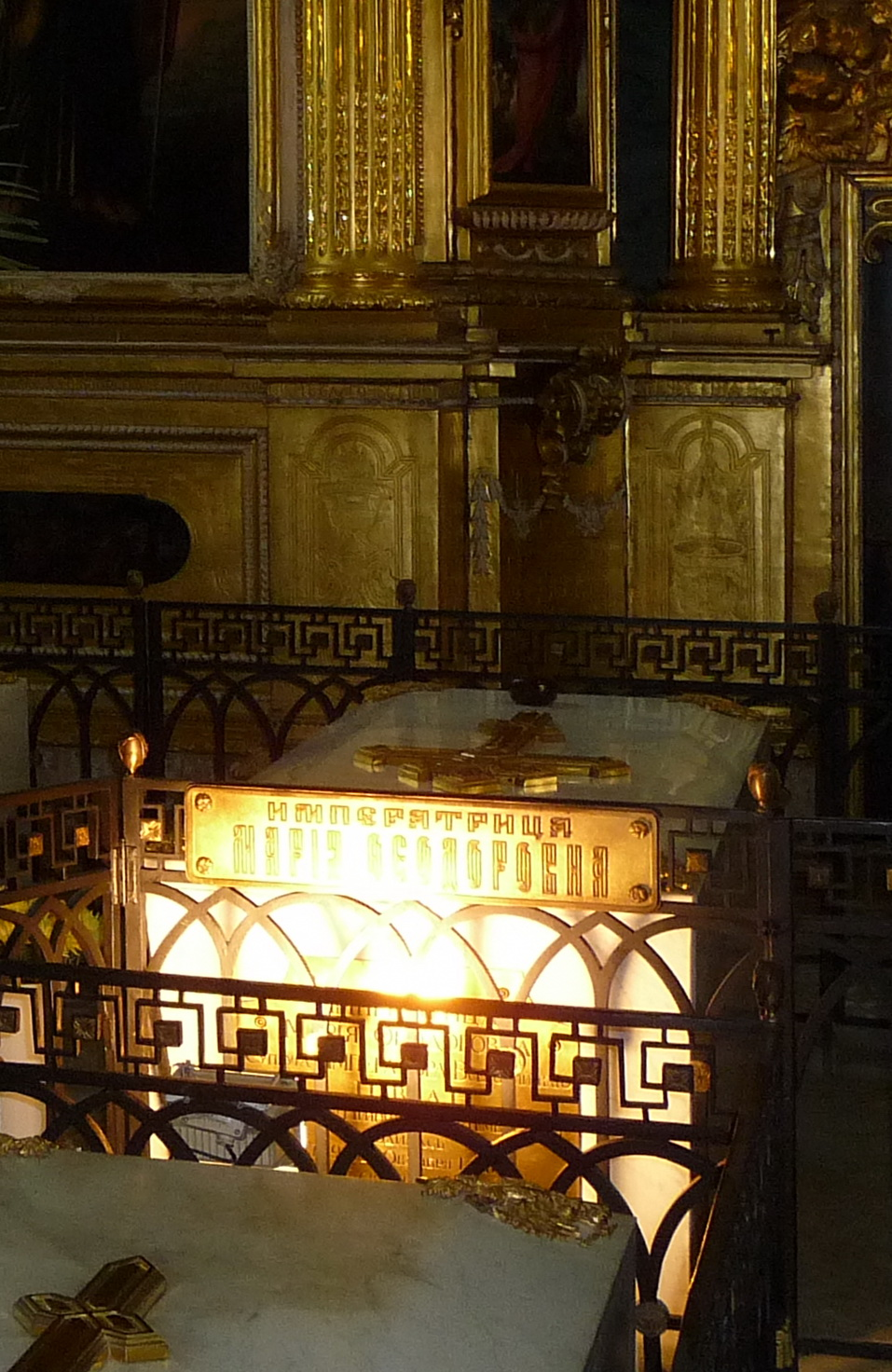
Надгробие императрицы Марии Фёдоровны (жены Павла I)
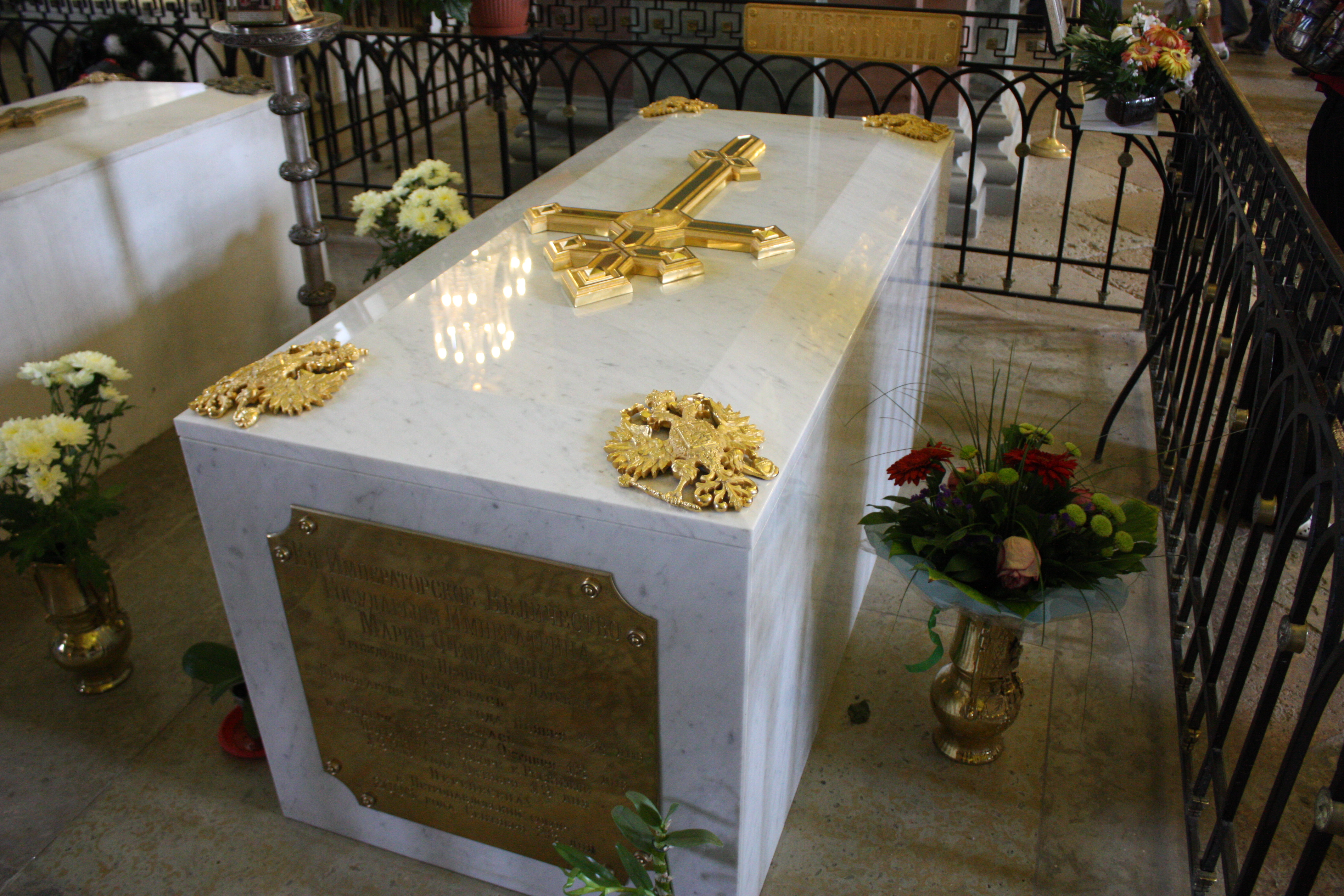
Надгробие императрицы Марии Фёдоровны (жены Александра III)
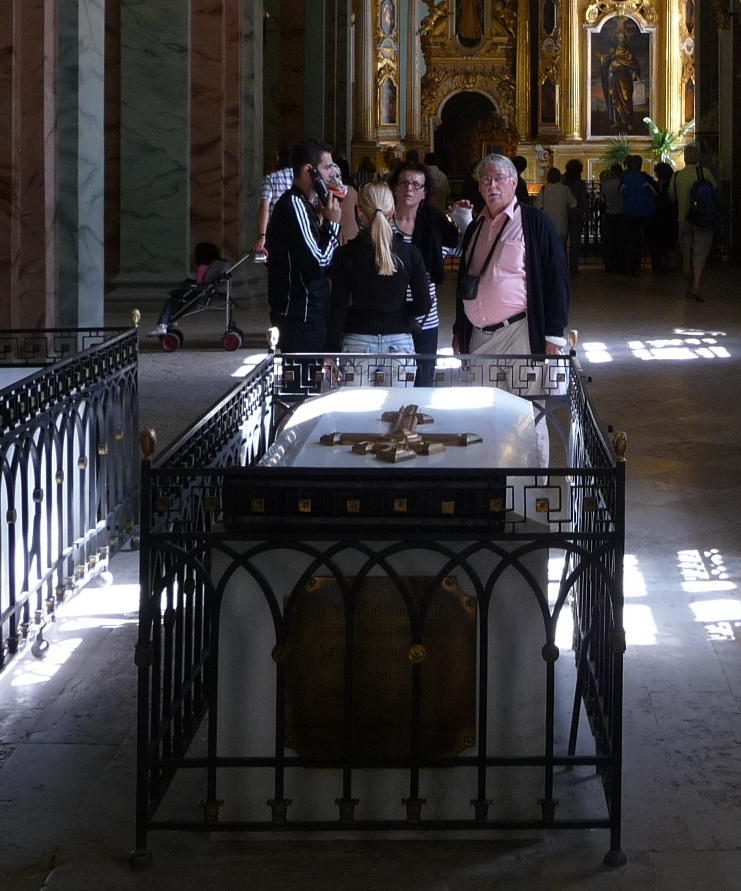
Надгробие вел. кн. Михаила Николаевича

### Н
- Наталия Петровна (старшая) (1713—1715), великая княжна, дочь Петра I
- Наталья Петровна (младшая) (1718—1725), великая княжна, дочь Петра I
- Николай Александрович (1843—1865), цесаревич великий князь, сын Александра II
- Николай I Павлович (1796—1855), император
- Николай II Александрович (1868—1918), император[3]
- Николай Николаевич Старший (1831—1891), великий князь

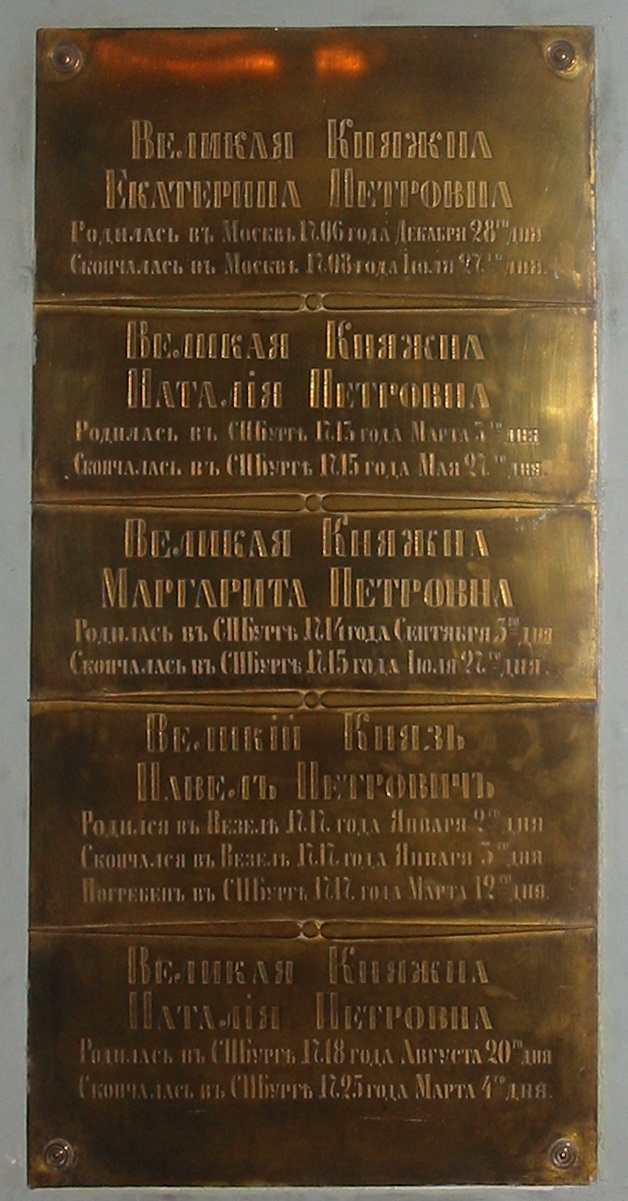
Надгробие детей Петра I, умерших в детстве
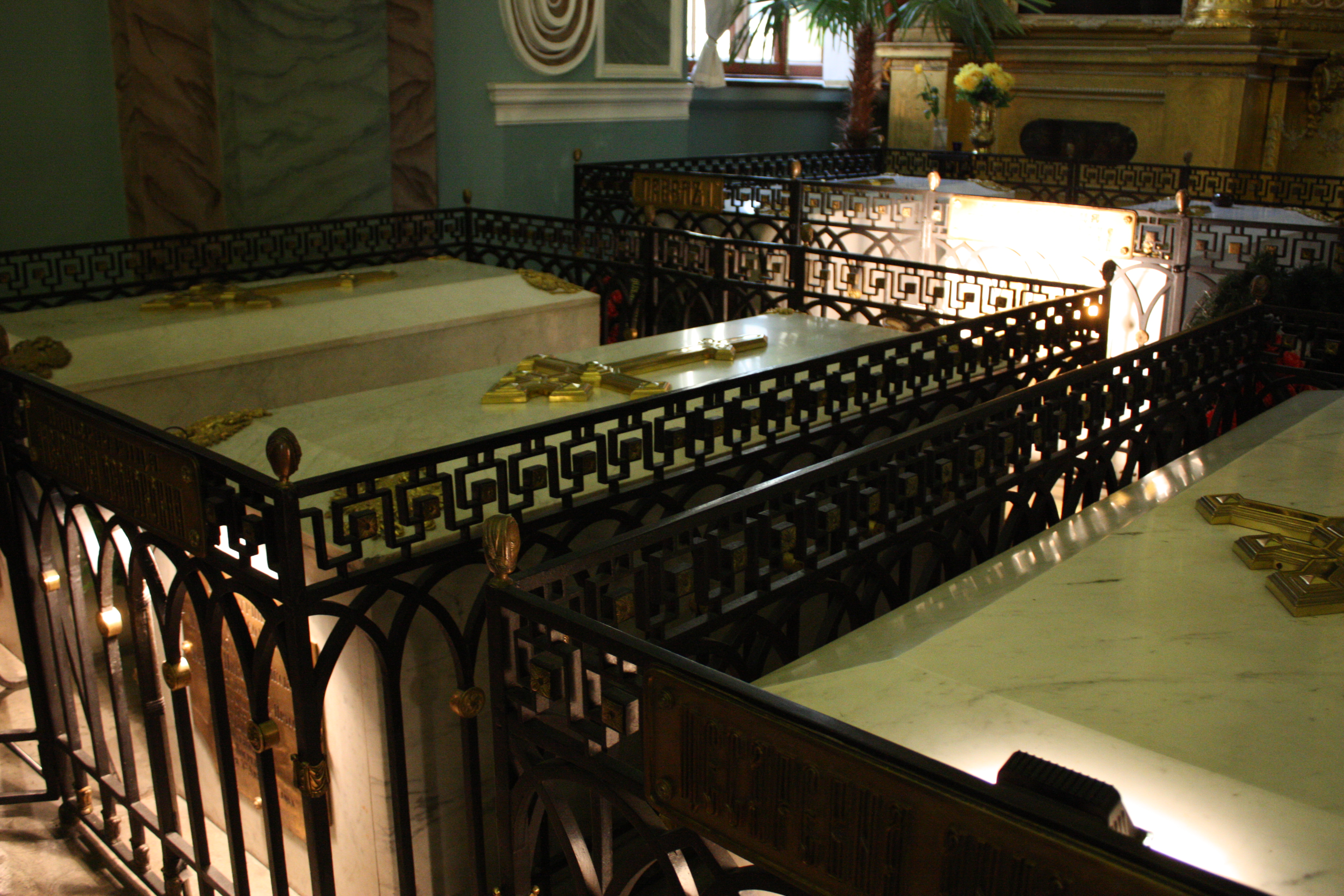
Надгробия Николая I и супруги Александры Федоровны
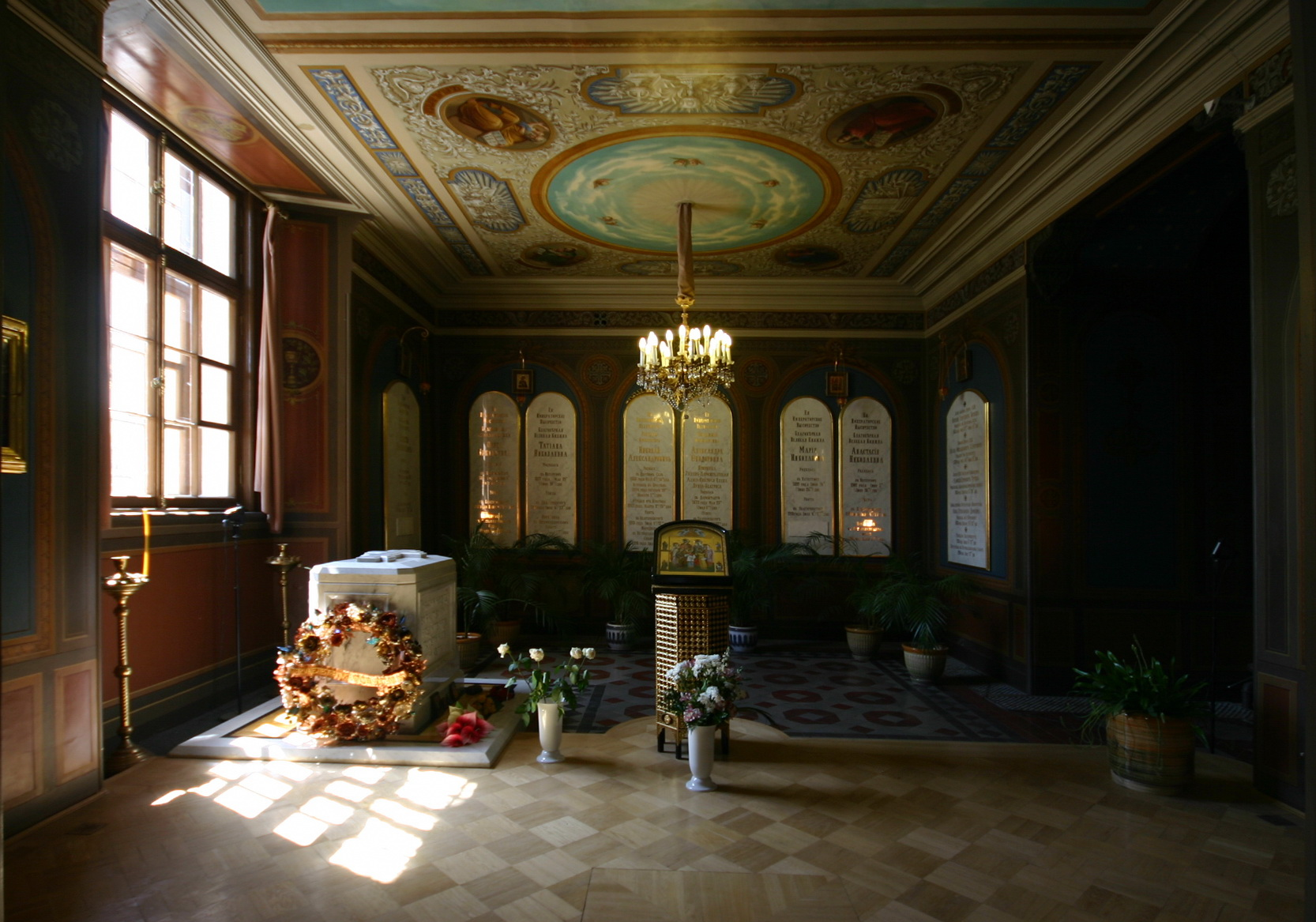
Надгробный мемориал семьи Николая II

### О
- Ольга Николаевна (1895—1918), великая княжна, дочь Николая II[3]
- Ольга Фёдоровна (1839—1891), великая княгиня, жена великого князя Михаила Николаевича.

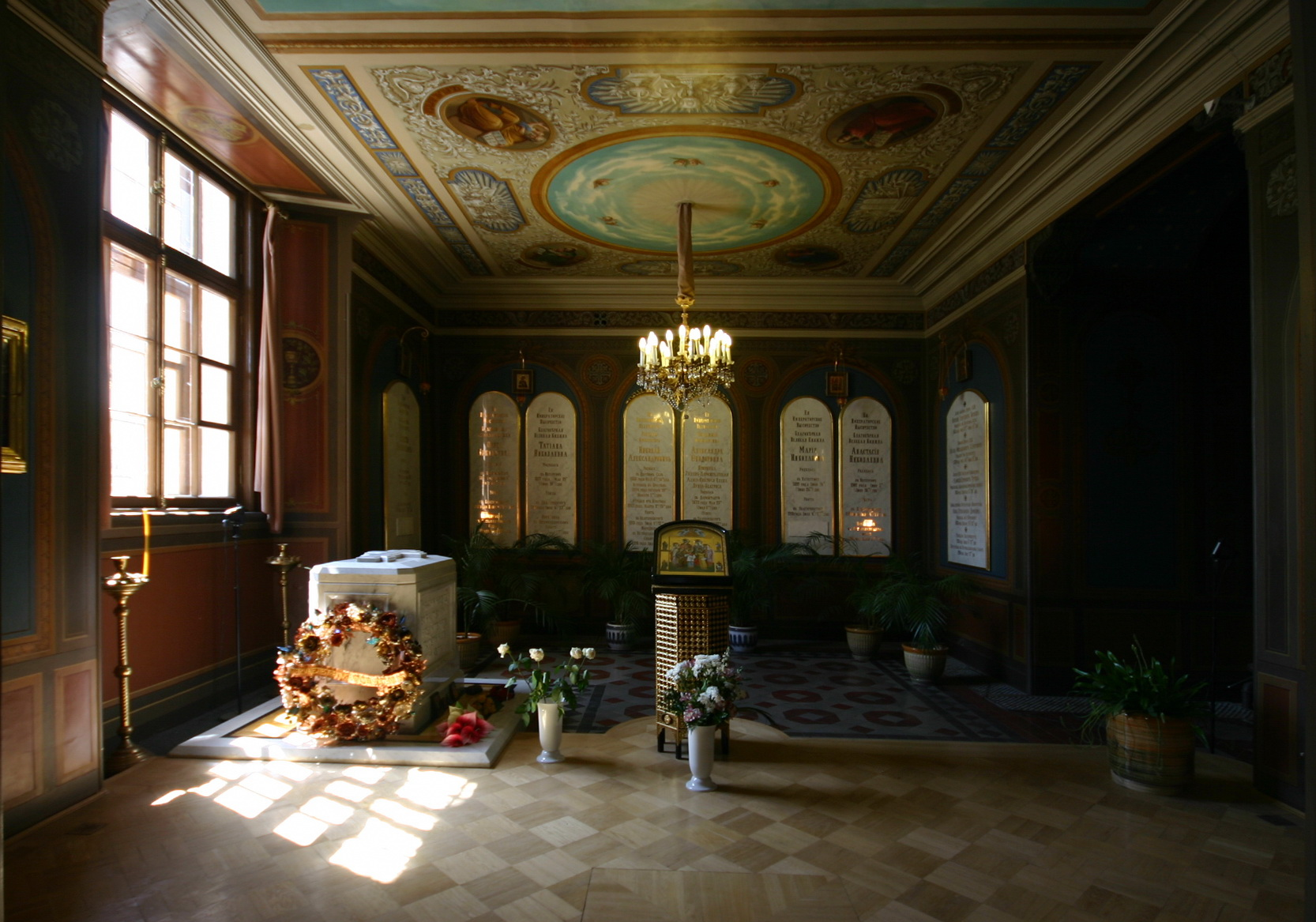
Надгробный мемориал семьи Николая II
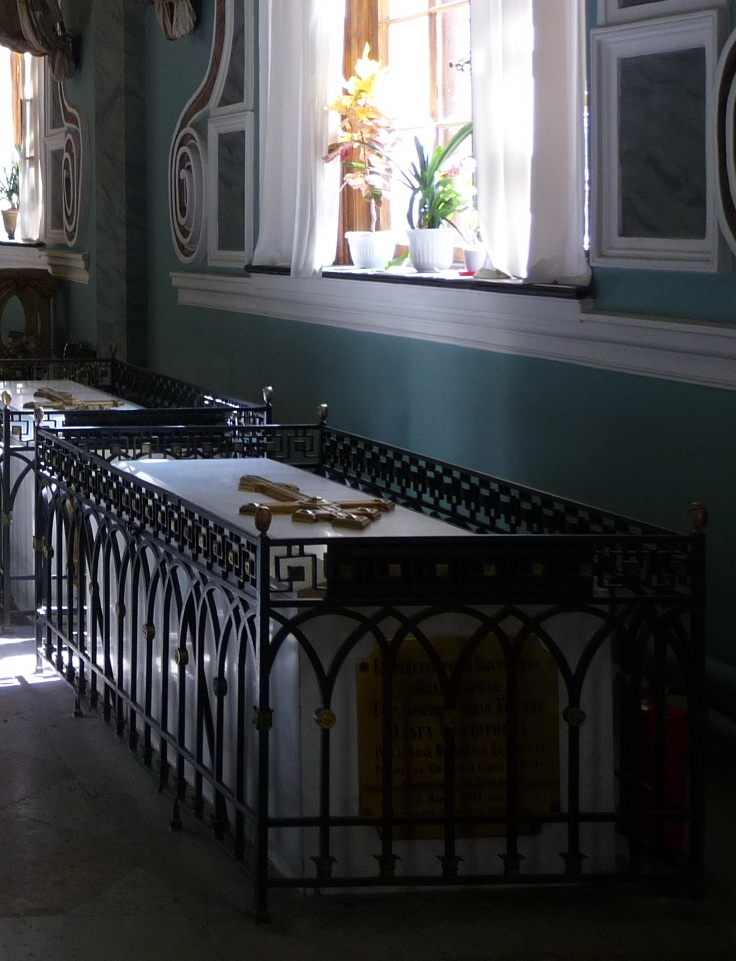
Надгробие вел.  кн. Ольги Федоровны

### П
- Павел I Петрович (1754—1801), император
- Павел Петрович (1717—1717), великий князь, сын Петра I.
- Пётр I Алексеевич (1672—1725), император
- Пётр III Фёдорович (1728—1762), император

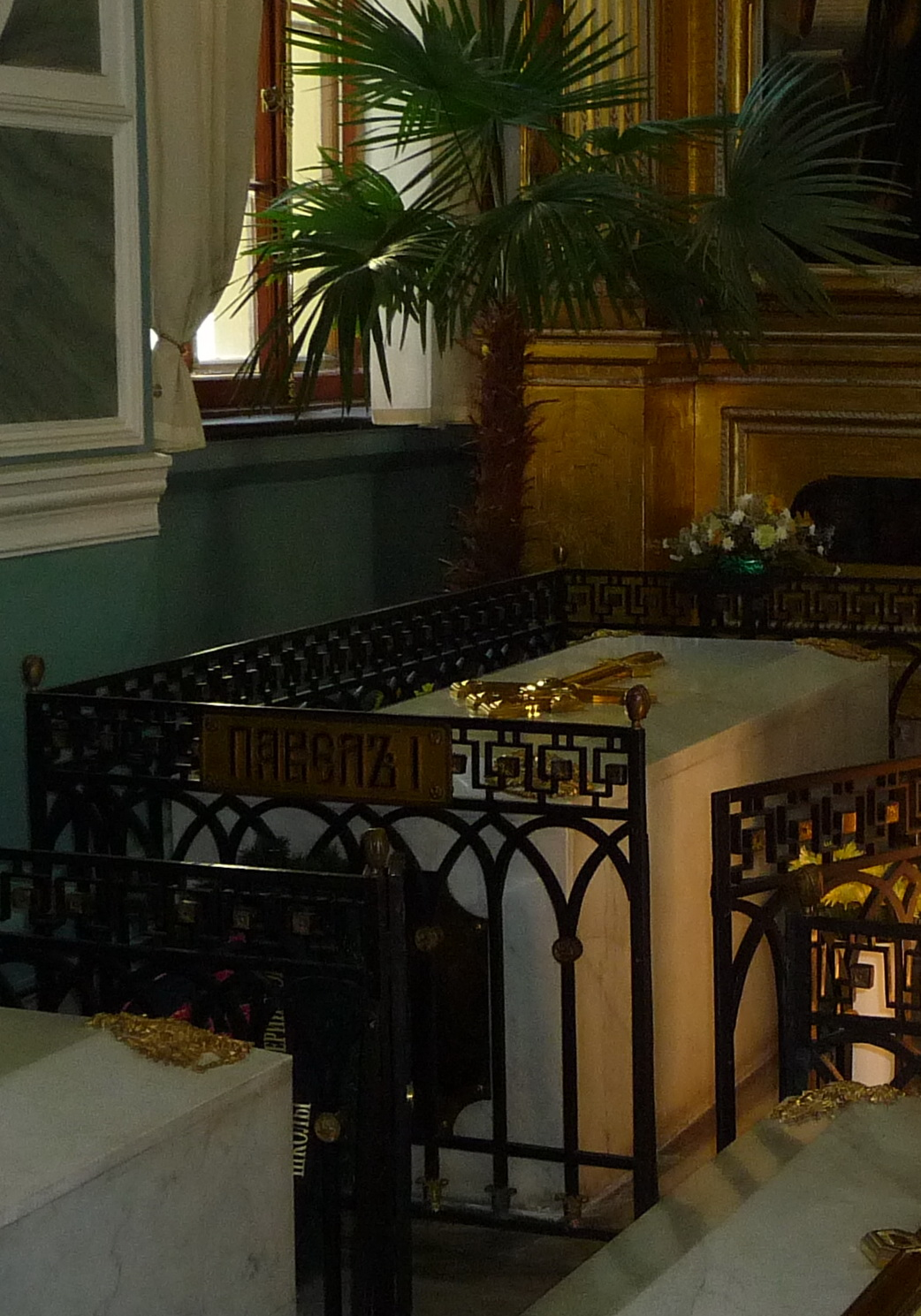
Надгробие Павла I
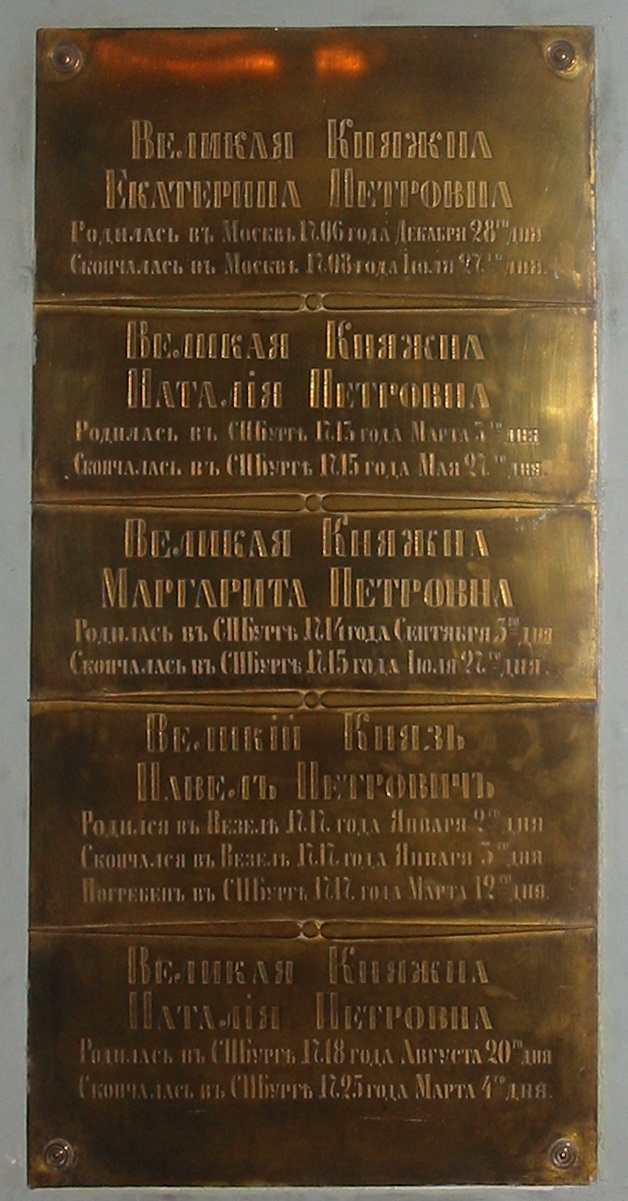
Надгробие детей Петра I, умерших в детстве
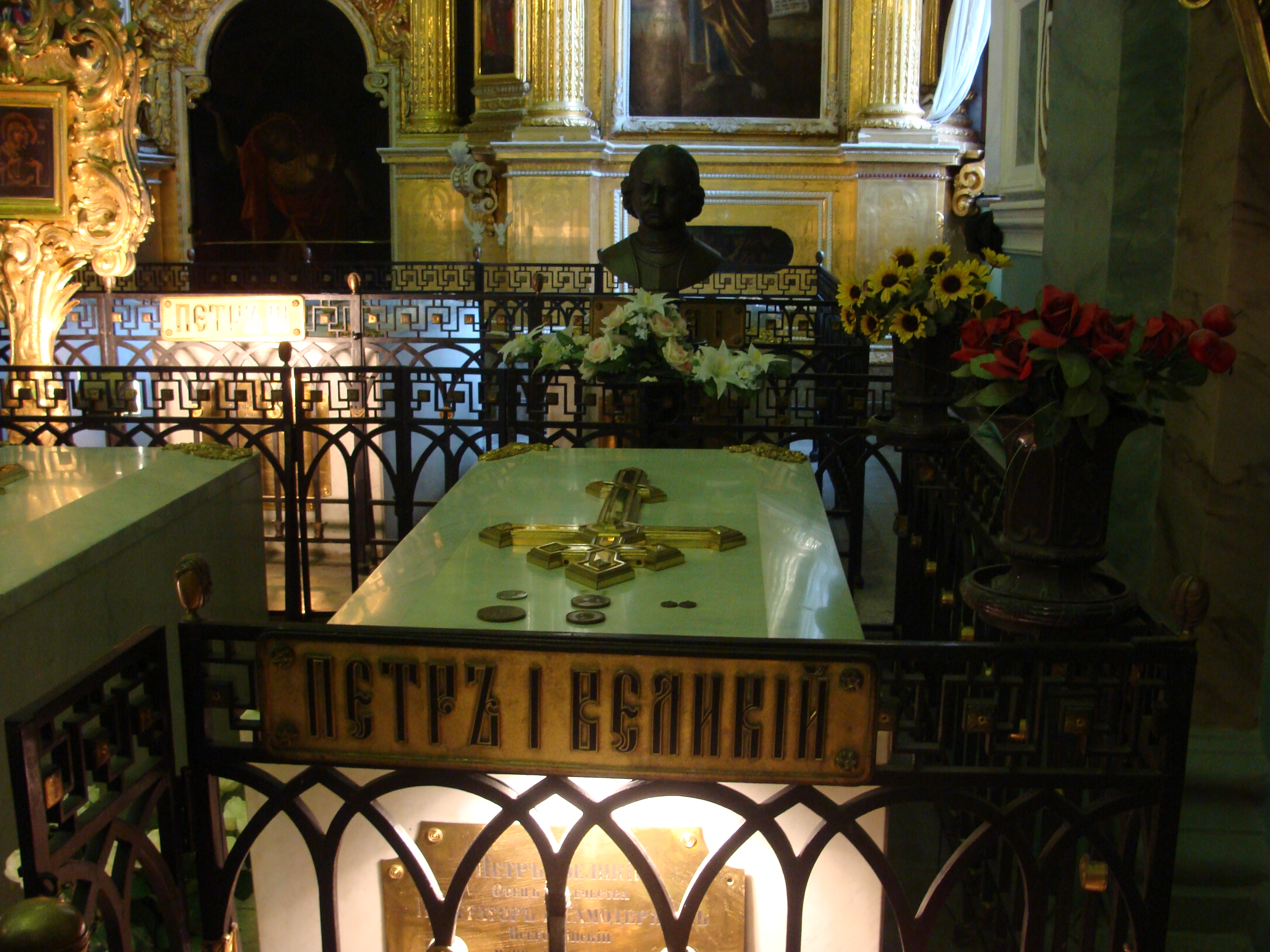
Надгробие Петра I
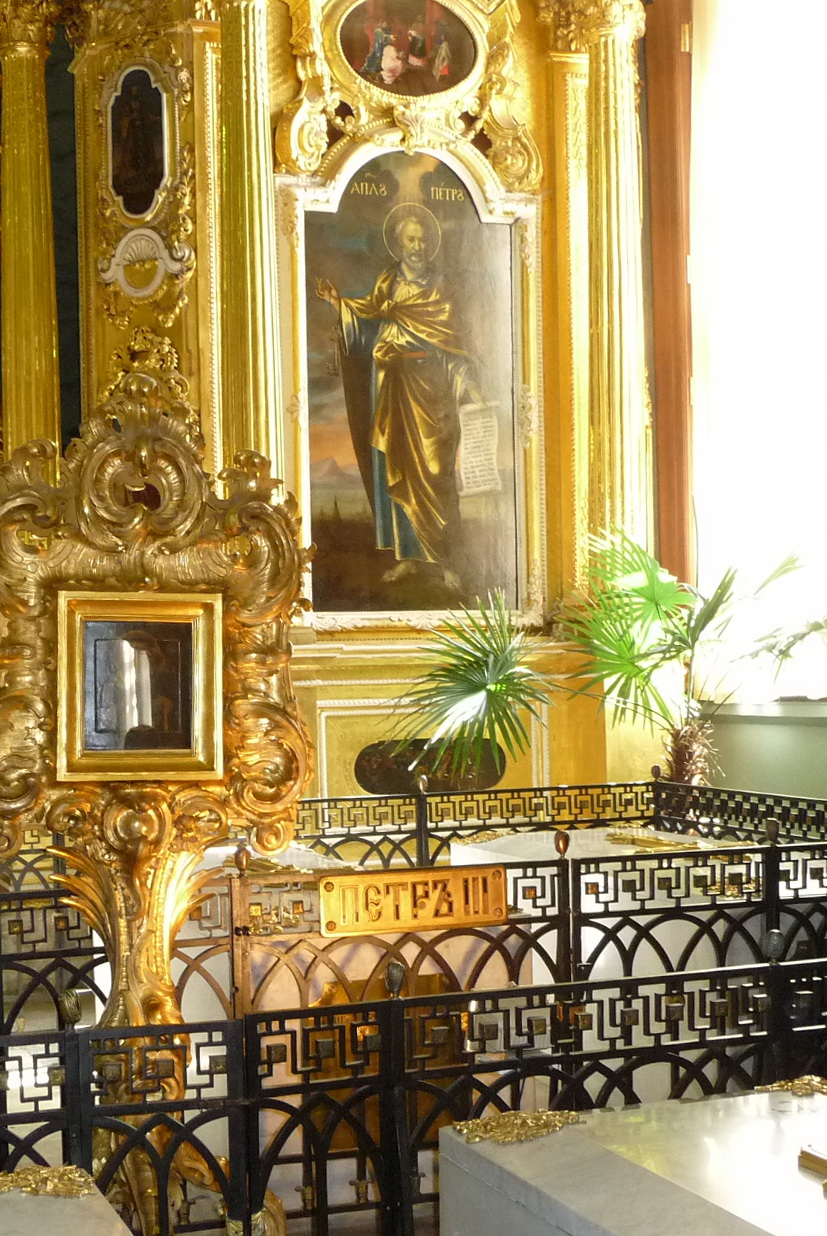
Надгробие Петра III

### Т
- Татьяна Николаевна (1897—1918), великая княжна, дочь Николая II[3]
- Трупп А. Е. (1856—1918), камер-лакей Николая II и царской семьи[3]

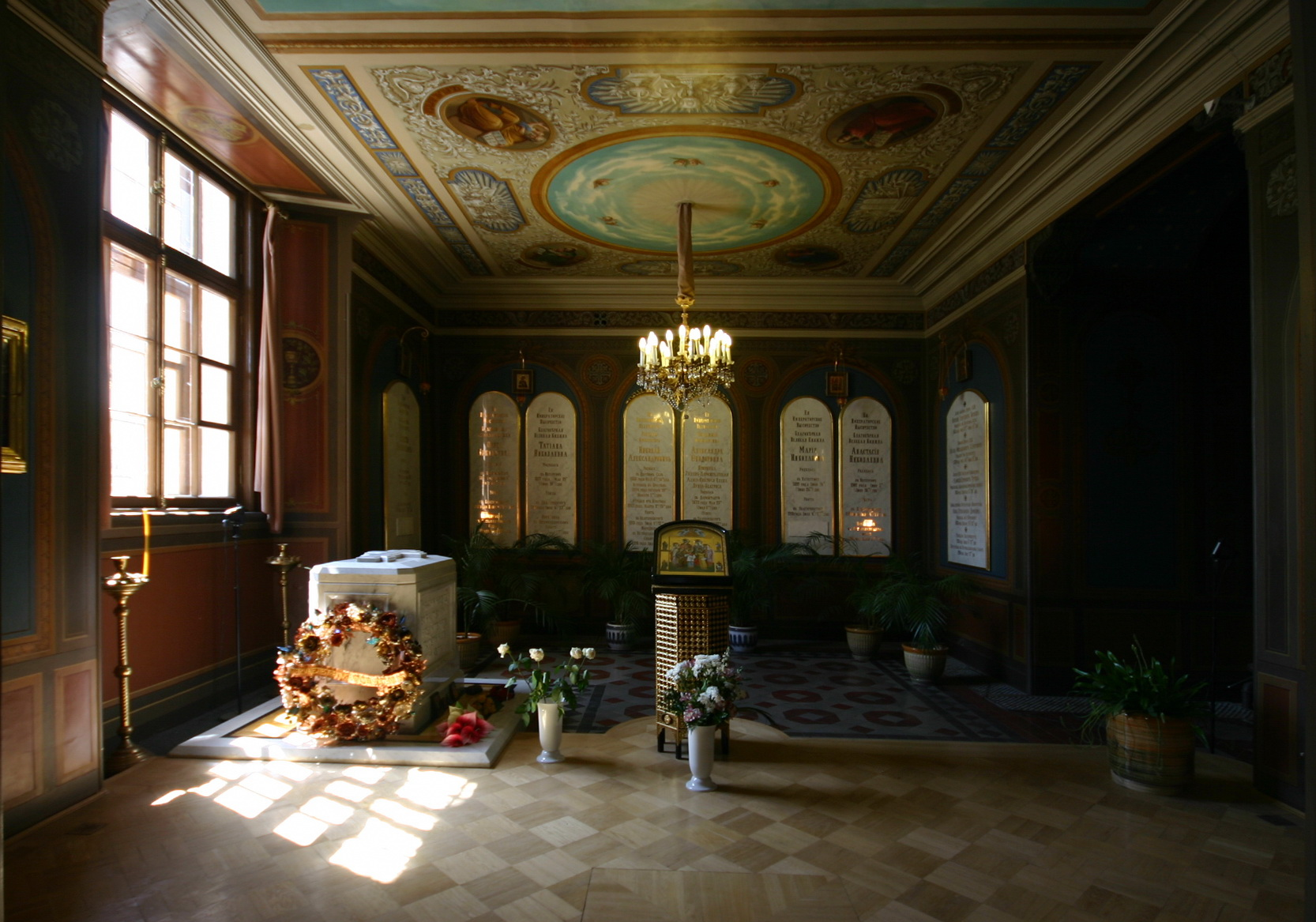
Надгробный мемориал семьи Николая II

### Х
- Харитонов И. М. (1870—1918), повар Николая II и царской семьи[3]

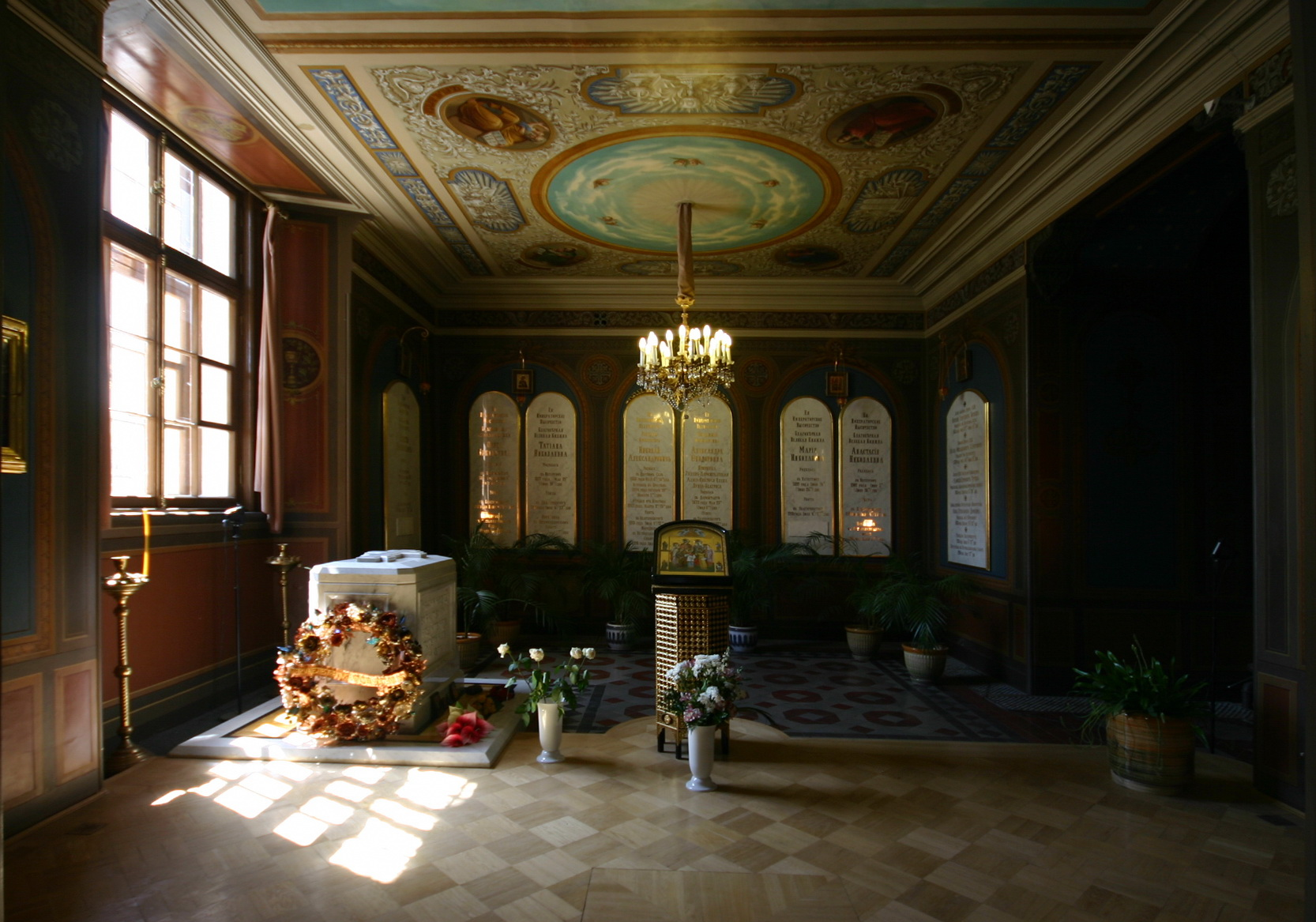
Надгробный мемориал семьи Николая II

### Ш
- Шарлотта Кристина София Брауншвейг-Вольфенбюттельская (1694—1715), принцесса, жена царевича Алексея

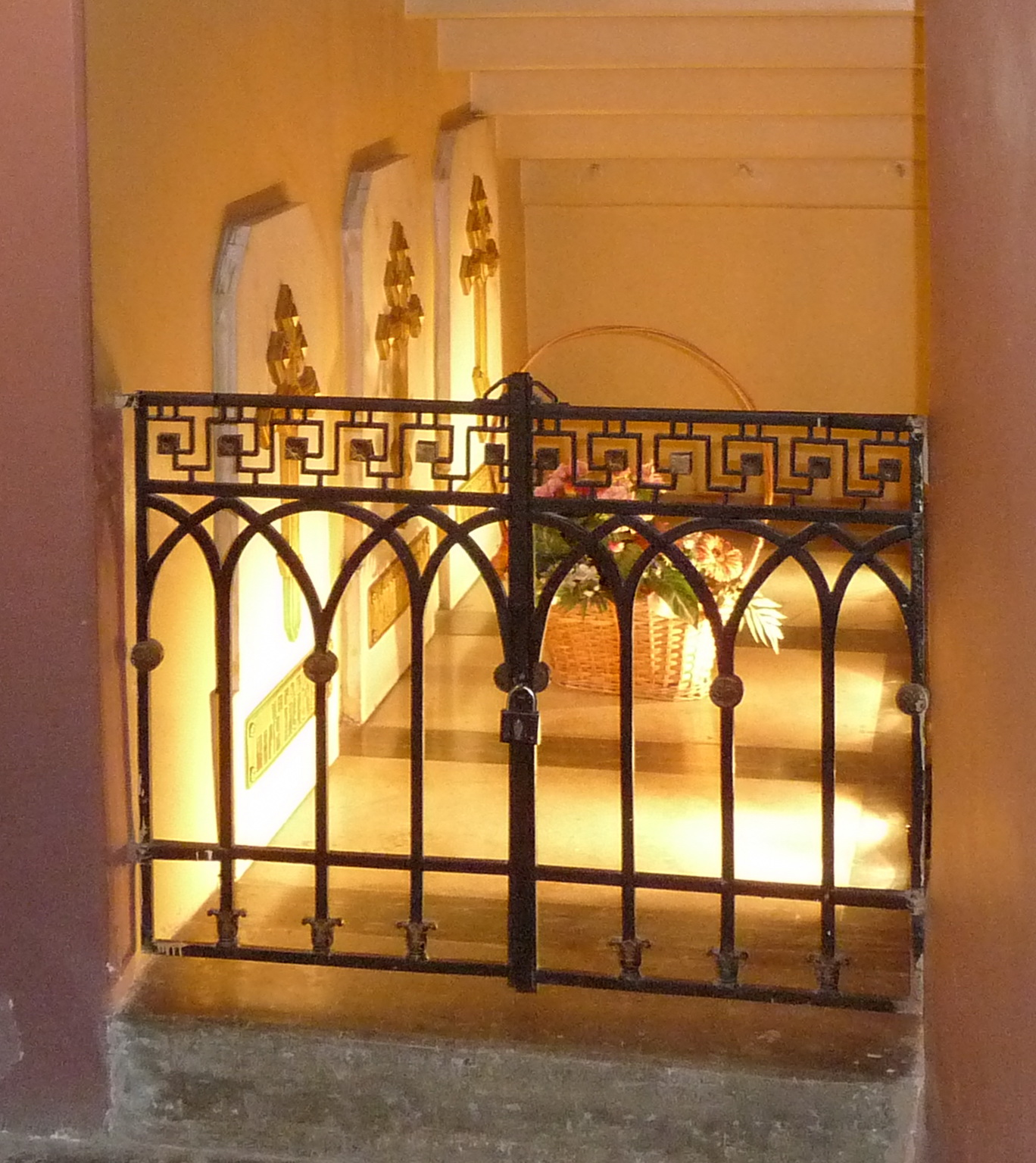
Капелла св. Екатерины с могилами царевича Алексея, его жены и тетки царевны Марии Алексеевны

## Хронологический список
По дате смерти.
1. Екатерина Петровна (1706—1708), великая княжна
2. Наталия Петровна (старшая) (1713—1715), великая княжна
3. Маргарита Петровна (1714—1715), великая княжна
4. Марфа Матвеевна (1664—1715), царица
5. Шарлотта Кристина София Брауншвейг-Вольфенбюттельская (1694—1715), принцесса
6. Павел Петрович (1717—1717), великий князь
7. Алексей Петрович (1690—1718), царевич и великий князь
8. Мария Алексеевна (1660—1723), царевна
9. Пётр I Алексеевич (1672—1725), император
10. Наталья Петровна (младшая) (1718—1725), великая княжна
11. Екатерина I Алексеевна (1684—1727), императрица
12. Анна Петровна (1708—1728), великая княжна
13. Анна Иоанновна (1693—1740), императрица
14. Елизавета Петровна (1709—1761), императрица
15. Пётр III Фёдорович (1728—1762), император
16. Екатерина II Алексеевна (1729—1796), императрица
17. Павел I Петрович (1754—1801), император
18. Александр I Павлович (1777—1825), император
19. Елизавета Алексеевна (1779—1826), императрица
20. Мария Фёдоровна (1759—1828), императрица
21. Константин Павлович (1779—1831), великий князь
22. Александра Михайловна (1831—1832), великая княжна
23. Анна Михайловна (1834—1836), великая княжна
24. Мария Михайловна (1825—1846), великая княжна
25. Александра Александровна (1842—1849), великая княжна
26. Михаил Павлович (1798—1849), великий князь
27. Николай I Павлович(1796—1855), император
28. Александра Фёдоровна (1798—1860), императрица
29. Николай Александрович (1843—1865), цесаревич великий князь
30. Александр Александрович (1869—1870), великий князь
31. Елена Павловна (1806—1873), великая княгиня
32. Мария Александровна (1824—1880), императрица
33. Александр II Николаевич (1818—1881), император
34. Ольга Фёдоровна (1839—1891), великая княгиня
35. Николай Николаевич Старший (1831—1891), великий князь
36. Александра Георгиевна (1870—1891), великая княгиня. Кенотаф, перезахоронена в Греции во дворце Татой. Единственный в соборе памятник над пустой гробницей
37. Екатерина Михайловна (1827—1894), великая княжна
38. Александр III Александрович (1845—1894), император
39. Алексей Михайлович (1875—1895), великий князь
40. Георгий Александрович (1871—1899), великий князь
41. Михаил Николаевич (1832—1909), великий князь
42. Николай II Александрович (1868—1918), император[3]
43. Александра Фёдоровна (1872—1918), императрица[3]
44. Ольга Николаевна (1895—1918), великая княжна[3]
45. Татьяна Николаевна (1897—1918), великая княжна[3]
46. Мария Николаевна (1899—1918), великая княжна[4]. Кенотаф, останки хранятся в Государственном архиве РФ вместе с останками её брата цесаревича Алексея.
47. Анастасия Николаевна (1901—1918), великая княжна[3]
48. Алексей Николаевич (1904—1918) — цесаревич великий князь[4]. Кенотаф, останки хранятся в Государственном архиве РФ вместе с останками его сестры Марии Николаевны.
49. Боткин Е. С. (1865—1918), лейб-медик Николая II и царской семьи[3]
50. Трупп А. Е. (1856—1918), камер-лакей Николая II и царской семьи[3]
51. Демидова А. С. (1878—1918), горничная («комнатная девушка») Николая II и царской семьи[3]
52. Харитонов И. М. (1870—1918), повар Николая II и царской семьи[3]
53. Мария Фёдоровна (1847—1928), императрица[5]

## Перезахоронения
Список похороненных в Петропавловском соборе, чьи останки были впоследствии перенесены
Прах Александры Георгиевны в 1939 году был перенесён в Грецию (королевское кладбище Татой), надгробие над пустой гробницей осталось в соборе. Захоронения остальных перечисленных в этом списке членов императорского дома после постройки в 1908 году рядом с Петропавловским собором Великокняжеской усыпальницы были перенесены в неё из собора.
1. Александра Максимилиановна Лейхтенбергская (1840—1843), княжна Романовская, дочь Марии Николаевны
2. Александра Николаевна (1825—1844), великая княжна
3. Мария Николаевна (1819—1876), великая княжна
4. Сергей Максимилианович, герцог Лейхтенбергский (1849—1877)
5. Александр Владимирович (1875—1877), великий князь, сын Владимира Александровича
6. Вячеслав Константинович (1862—1879), великий князь
7. Александра Георгиевна (1870—1891), великая княгиня
8. Константин Николаевич (1827—1892), великий князь
9. Наталия Константиновна (р. и ум. 1905), княжна императорской крови, дочь Константина Константиновича